# عبد الحميد الثاني

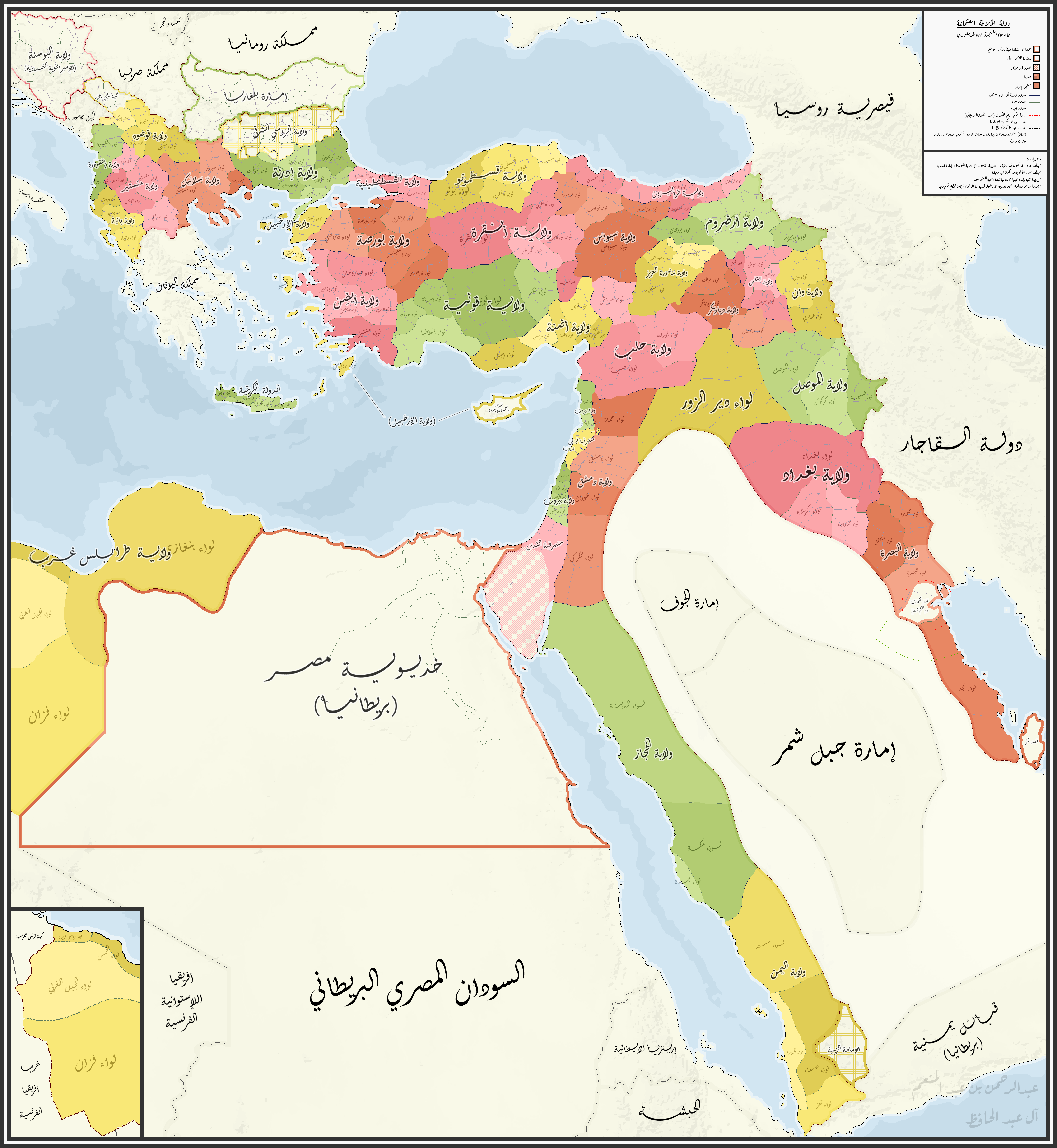
خريطة الإمبراطورية العثمانية خلال عهد عبد الحميد الثاني.

عبد الحميد الثاني (بالتركية العثمانية: عبد حميد ثانی؛ وبالتركية الحديثة: Sultan Abdülhamid II أو II. Abdülhamid). هو خليفة المسلمين الثاني بعد المائة والسلطان الرابع والثلاثون من سلاطين الدولة العثمانية، والسادس والعشرون من سلاطين آل عثمان الذين جمعوا بين الخلافة والسلطنة، وآخر من امتلك سلطة فعلية منهم، تقسم فترة حكمه إلى قسمين: الدور الأول وقد دام مدة سنة ونصف ولم تكن له سلطة فعلية، والدور الثاني وحكم خلاله حكماً فردياً، يسميه معارضوه «دور الاستبداد» وقد دام قرابة ثلاثين سنة. تولى السلطان عبد الحميد الحكم في (10 شعبان 1293 هـ - 31 أغسطس 1876)، وخُلع بانقلابٍ في (6 ربيع الآخر 1327 هـ - 27 أبريل 1909)، فوُضع رهن الإقامة الجبريَّة حتّى وفاته في 10 فبراير 1918م. وخلفه أخوه السلطان محمد الخامس. أطلقت عليه عدة ألقاب منها «السُلطان المظلوم»، بينما أطلق عليه معارضوه لقب «السُلطان الأحمر»، ويضاف إلى اسمه أحياناً لقب الـ «غازي». وهو شقيق كلٍ من: السلطان مراد الخامس والسلطان محمد الخامس والسلطان محمد السادس.
استمر تحديث الإمبراطورية العثمانية خلال فترة حكمه، بما في ذلك إصلاح البيروقراطية، وتمديد سكة حديد روميليا وسكة الأناضول، وبناء سكة حديد بغداد وسكة الحجاز. بالإضافة إلى ذلك، تأسست أنظمة التسجيل السكاني والسيطرة على الصحافة، إلى جانب أول مدرسة محلية في عام 1898. أُنشئت العديد من المدارس المهنية في عدة مجالات بما في ذلك القانون والفنون والمرفقات والهندسة المدنية والطب البيطري والجمارك، على الرغم من أن عبد الحميد الثاني أغلق جامعة إسطنبول في عام 1881، إلا أنه أعاد فتحها في عام 1900، ومُددت شبكة من المدارس الثانوية والاستدالية والعسكرية في جميع أنحاء الإمبراطورية. لعبت الشركات الألمانية دوراً رئيساً في تطوير أنظمة السكك الحديدية والتلغراف. أشرف عبد الحميد على حرب فاشلة مع الإمبراطورية الروسية (1877-1878) تلتها حرب ناجحة ضد مملكة اليونان في عام 1897. خلال فترة حكمه، رفض عبد الحميد عروض تيودور هرتزل لسداد جزء كبير من الدين العثماني (150 مليون جنيه إسترليني من الذهب) مقابل ميثاق يسمح للصهاينة بالاستقرار في فلسطين. يتردد أنه قال لمبعوث هرتزل «ما دمت على قيد الحياة، لن أقسم أجسادنا، فقط جثتنا هي ما يمكنهم تقسيمها».

## النشأة وتوليه الحكم

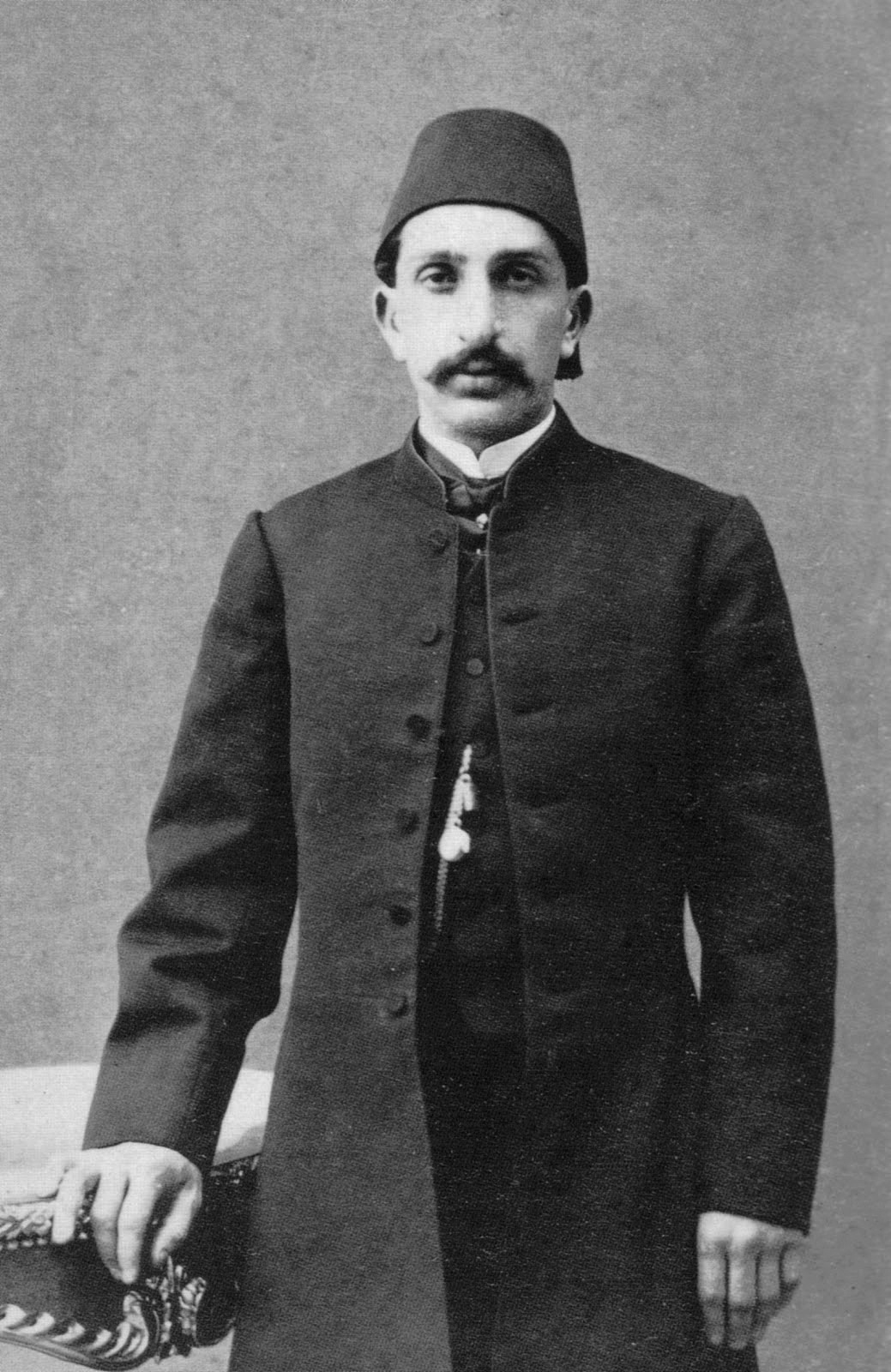
عبد الحميد.

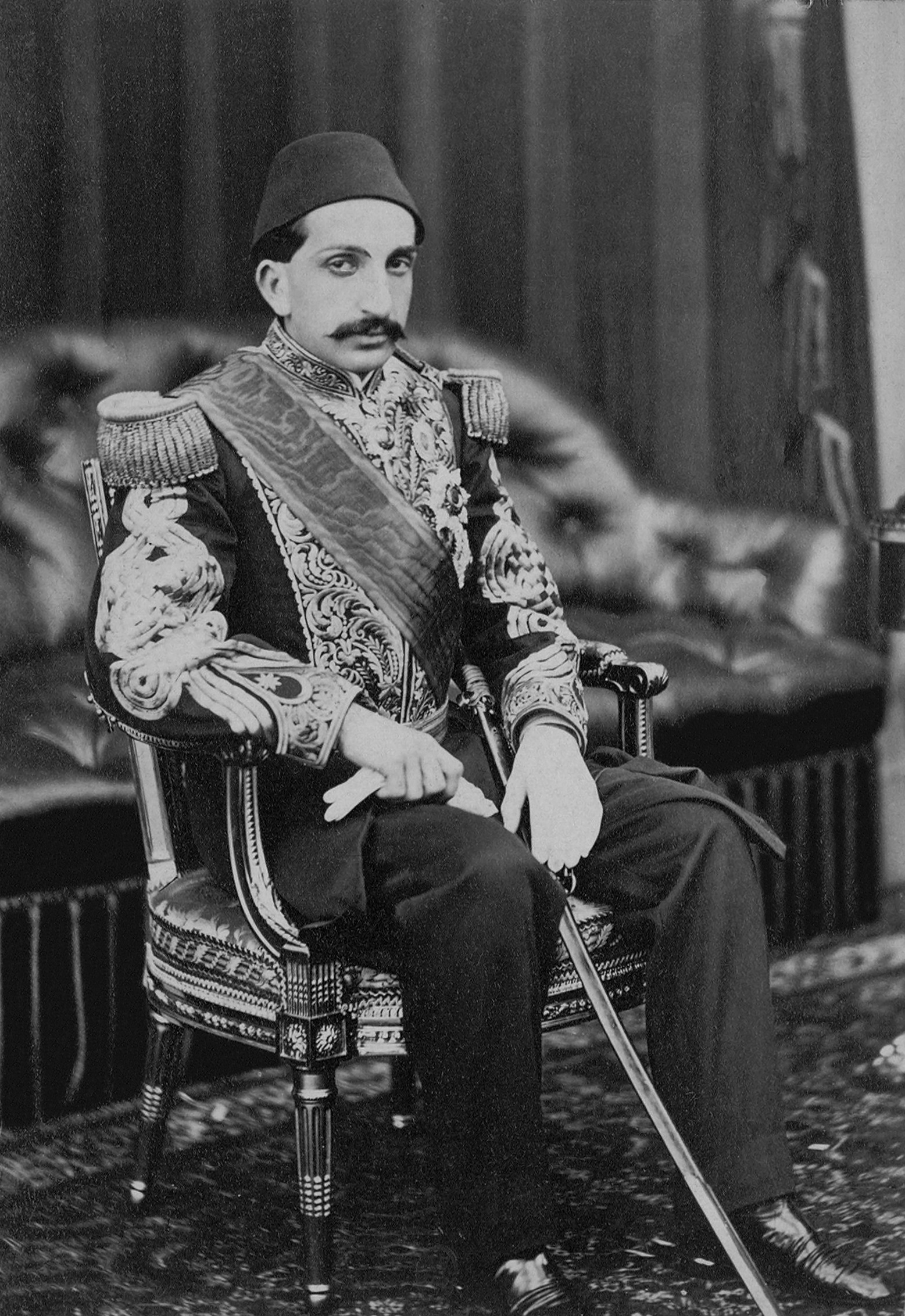
الشاهزاده (الأمير) عبد الحميد في "قلعة بالمورال" في اسكتلندا عام 1867م.

ولد عبد الحميد الثاني يوم الأربعاء في شعبان 1258 هـ/21 سبتمبر 1842 في «قصر جراغان» في إسطنبول ابناً للسلطان عبد المجيد الأول والسلطانة «تيرمُجگان» الشركسية الأصل التي ماتت وهو في العاشرة من عمره، فاحتضنته (كبيرة المحظيات) «برستو هانم» وتعهدت بتربيته، فصارت أمه معنوياً وتقلدت مقام السلطانة الأم لمدة ثمان وعشرين سنة عند حكمه. درس الموسيقى في شبابه ودرس الخط وتعلم اللغتين العربية والفارسية بالإضافة إلى الفرنسية والأدب العثماني والعلوم الإسلامية وتعمق في التصوف ، ونظم بعض الأشعار باللغة التركية العثمانية ودرس على يد علماء عصره بدءًا من عام 1266 هـ/1850 م، وأتم دراسة صحيح البخاري في علم الحديث، وتعلم السياسة والاقتصاد على يد وزير المعارف. وذهب عبد الحميد في فترة تولي السلطان عبد العزيز الأول العرش مع وفد عثماني في زيارة إلى مصر ثم إلى أوروبا استغرقت رحلة أوروبا من 21 يونيو إلى 7 أغسطس عام 1867 زار فيها فرنسا وإنكلترا وبلجيكا والإمبراطورية النمساوية المجرية وألمانيا.
امتهن عبد الحميد النجارة وقد بدأ شغفه بها على أيام والده السلطان عبد المجيد الأول الذي كان أيضاً محبا لها، وكان إلى جانب والده رجل اسمه خليل أفندي تعلم على يده. وكان محباً للرياضة والفروسية. عرف السلطان بتدينه وتقول ابنته عائشة بخصوص هذا الموضوع « كان والدي يؤدي الصلوات الخمس في أوقاتها، ويقرأ القرآن الكريم، وفي شبابه سلك مسلك الشاذلية، وكان كثير الارتياد للجوامع لا سيما في شهر رمضان.» انتسب إلى جمعية العثمانيين الجدد في بداية تأسيسها لكنه تركها بعد أن اكتشف نواياهم المضرة بالدولة. وبعد مذابح الأرمن في عهده أطلق عليه معادوه لقب «السلطان الأحمر» و«قاتل الأرمن».
تولى عبد الحميد الحكم في 11 شعبان 1293 هـ/31 أغسطس 1876م خلفاً لأخيه السلطان مراد الخامس. وتوجه في الموكب الملكي إلى ضريح أبي أيوب الأنصاري، وهناك تقلد السيف السلطاني وفق العادة المتوارثة مذ أن فتح العثمانيون القسطنطينية، ومنه سار لزيارة قبر والده السلطان عبد المجيد الأول، ثم ضريح محمد الثاني فاتح إسطنبول، ثم قبر جده محمود الثاني مبيد الانكشارية، ثم قبر عمه عبد العزيز الأول.

## فترة حكمه

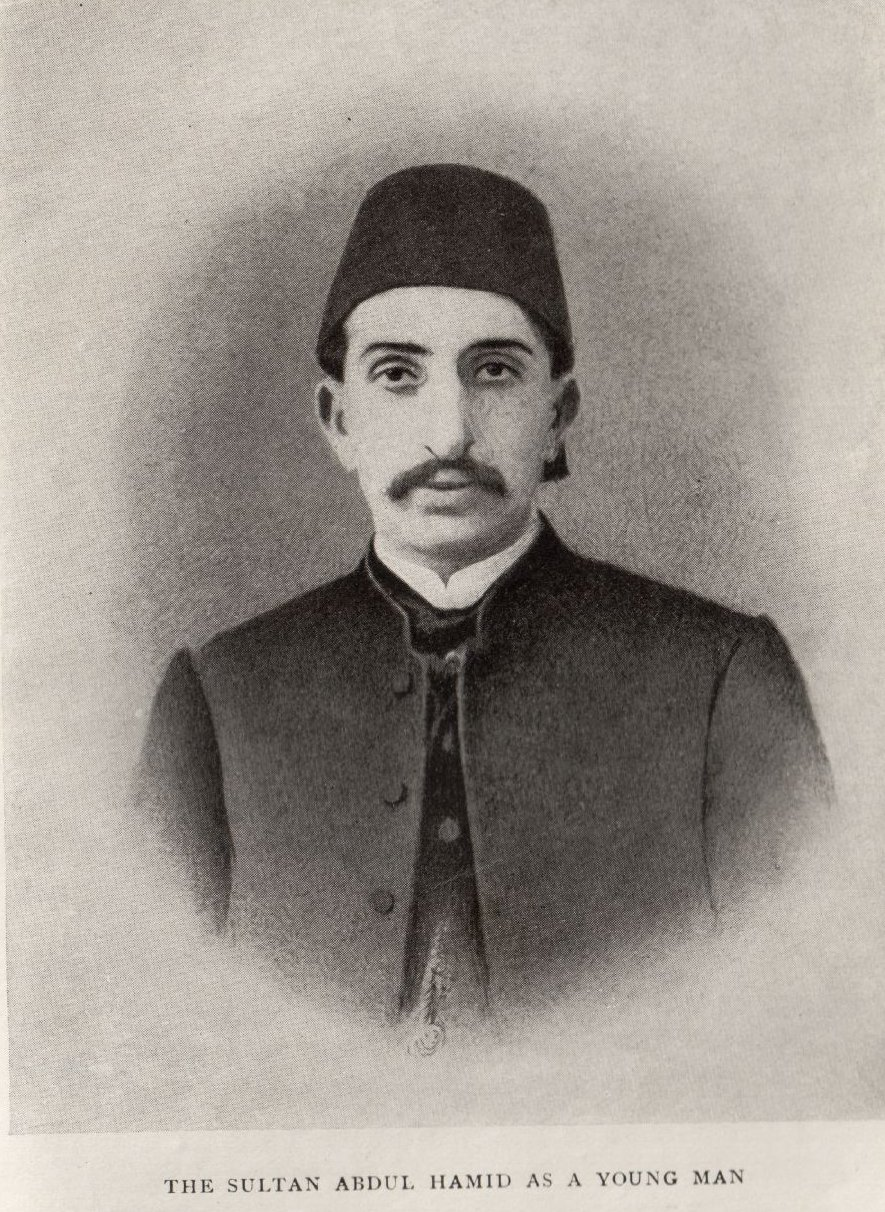
عبد الحميد في صغره.

بويع عبد الحميد الثاني بالخلافة وعرش السلطنة، عندما كانت البلاد تمر في أزمات حادة ومصاعب مالية كبيرة، وتشهد ثورات عاتية في البلقان تقوم بها عناصر قومية تتوثبّ لتحقيق انفصالها، وتتعرض لمؤامرات سياسية بهدف اقتسام تركة «الرجل المريض». ومنذ اليوم الأول لارتقائه العرش، واجه السلطان عبد الحميد موقفًا دقيقًا وعصيبًا، فقد كانت الأزمات تهدد كيان الدولة، وازدادت سرعة انتشار الأفكار الانفصالية، وأصبح للوطنية معنىً جديدًا أخذت فكرته تنمو وتترعرع في الولايات العثمانية، ووجد السلطان نفسه مشبع بالثورة والاضطراب.

### إعلان المشروطية الأولى وافتتاح مجلس المبعوثان

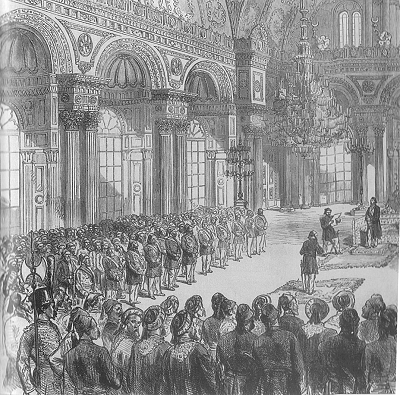
افتتاح مجلس المبعوثان 1876 م.

دامت هذه الفترة مدة سنة ونصف من 31 أغسطس 1876م حتى 13 فبراير 1878م وهذا الدور لم يكن فيه للسُلطان عبد الحميد القول الفصل وإنما كان لمدحت باشا ومن معه واستمر فيه عبد الحميد بمداراتهم، وخلال هذه الفترة استقال رشدي باشا من منصب الصدر الأعظم فعين السلطان مدحت باشا محله، وكانت حركات العصيان قد انتشرت في أرجاء الدولة، وعقد مؤتمر ترسانة الذي كان هدفه الوصول إلى حل بين الدولة العثمانية والمشكلة الصربية بحضور مرخصين من الدول الأوروبية وروسيا وكرر كبير المرخصين الإنكليز اللورد سالزبوري رفضه لحرب روسية عثمانية، وكذلك القيصر الروسي ألكسندر الثاني الذي مال إلى السلمية، ولكن مدحت باشا ناصر إعلان الحرب على روسيا ولم يبال بالسلطان الذي كان رافضاً. بإصرار من مدحت باشا أعلنت الدولة المشروطية الأولى ونشرت القانون الأساسي.

### ثورات البلقان
تجددت الثورة في إقليميّ البوسنة والهرسك، واستمرت في بلغاريا، وكان الصرب والجبل الأسود في حالة حرب مع الدولة. ولهذه الأسباب تدخلت الدول الأوروبية لاستغلال الموقف بغية تحقيق مصالحها بحجة إحلال السلام. فشجعت روسيا والنمسا الصرب والجبل الأسود على حرب العثمانيين، حيث رغبت النمسا بضم البوسنة والهرسك، بينما رغبت روسيا بضم الأفلاق والبغدان وبلغاريا، ووعدت روسيا النمسا والصرب والجبل الأسود بالوقوف بجانبهم إذا قامت حرب بينهم وبين العثمانيين. وبالفعل قامت الحرب بين الدولة العثمانية وتلك الدول، إلا أن الجيوش العثمانية استطاعت الانتصار ووصلت إلى مشارف بلغراد، غير أن تدخل أوروبا أوقف الحرب.

### الحرب الروسية العثمانية
أرسلت الدول الأوروبية الكبرى لائحة للدولة العثمانية تقضي بتحسين الأحوال المعيشية لرعاياها النصارى، وإجراء إصلاحات في البوسنة والهرسك وبلاد البلغار، وتعيين الحدود مع الجبل الأسود، ومراقبة سفراء الدول الأوروبية تنفيذ هذه اللائحة، وعندما وصلت اللائحة للسلطان عرضها على مجلس المبعوثان (الذي كان رافضاً جر البلاد للحرب بسبب تردي الأحوال الداخلية والخارجية)، فرفض المجلس اللائحة؛ لأن هذا يعتبر تدخلاً صريحًا في شؤونها باسم حماية النصارى، وحتى لم تُستشار الدولة بخصوصها ولم تشارك في مناقشتها، فاستغلت روسيا رفض اللائحة واعتبرته سبباً كافياً للحرب، وقطعت علاقاتها السياسية مع الدولة العثمانية، وأعلنت الحرب، وفي هذه المرة تركت أوروبا روسيا لتتصرف كيفما تشاء مع العثمانيين، فاحتلت الأفلاق والبغدان وبلغاريا ووصلت أدرنة وأصبحت على بعد 50 كيلومترًا فقط من إسطنبول، كذلك دخلت جيوشها الأناضول، وعادت الصرب والجبل الأسود لتعلن الحرب على الدولة العثمانية، فاضطرت الأخيرة إلى طلب الصلح، وأبرمت معاهدة سان ستيفانو مع روسيا.

### نهاية المشروطية الأولى وحل مجلس المبعوثان وحادثة جراغان

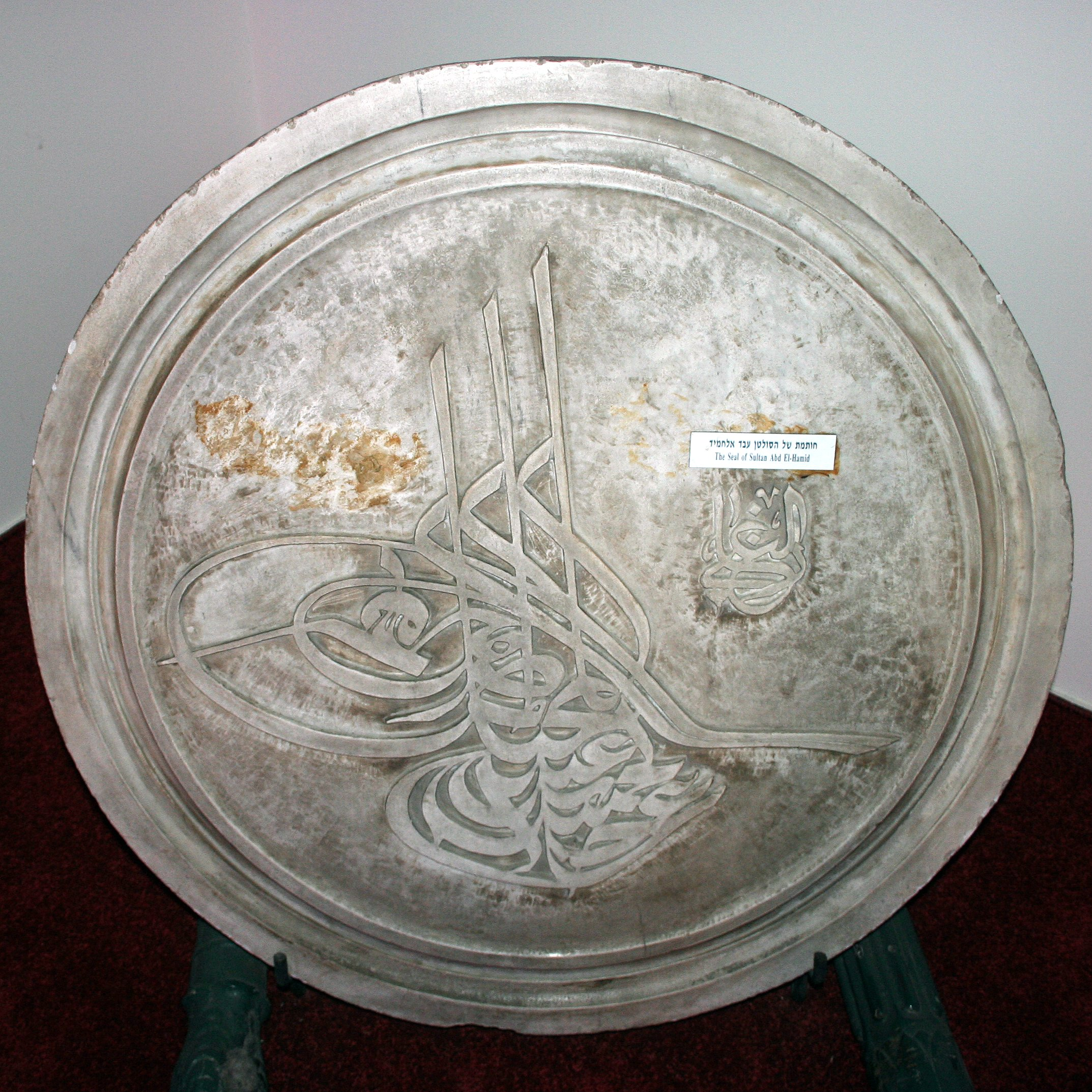
طغراء عبد الحميد الثاني.

دعت هذه النكبة السلطان عبد الحميد إن يعطل مجلس المبعوثان وحله إلى أجل غير مسمى في 7 ذي الحجة 1294 هـ بعد أن أجتمع المجلس واستمع إلى خطبة باسم السلطان، ثم صدر أمر بحله. دام هذا الدور بعد حل المجلس حوالي ثلاثين عاماً وهذه السنوات هي التي أدار فيها السلطان الدولة إدارة فردية ويسمى دور الحكم الفردي للسلطان عبد الحميد الثاني وينعته المعارضون ومؤرخي العهد الجمهوري التالي بدور الاستبداد. ولا يحمل المؤرخين والمحققين ما حدث في هذا الدور إلى السلطان. استاءت بريطانيا من قرار تعطيل المجلس فحرضت أحد العثمانيين الجدد وهو علي سعاوي باقتحام قصر جراغان وهو مقر سكن السلطان مراد المخلوع، وحاولوا خلع السلطان عبد الحميد وتنصيب مراد الخامس بدلاً منه ولكن هذه المحاولة باءت بالفشل وسُميت هذه الواقعة «بواقعة أو حادثة جراغان» أو «واقعة علي سعاوي». توفي في هذه الحادثة 23 متمرداً وجرح منهم 15 وحوكم الكثيرون منهم في المجلس العرفي العسكري ولم يصدر بحق أحد منهم حكم الإعدام. على أعقاب هذا الحدث ومشاهدة عبد الحميد خلع سلفيه عمه عبد العزيز الأول وأخيه مراد الخامس وحيث لم يكن زمن هذه الحادثة متوقعاً، شكل السُلطان تشكيلات أمنية استخباراتية وسميت «المنظمة الخفية» أو جهاز الأمن السري ويسمون بالتركية العثمانية «خافيه» والتي تعني «تحري» بالرغم من أن أعضاء هذه المنظمة أقلقوا راحة الشعب خلال 30 عاماً وحدوا من حرياتهم إلا انهم خدموا أمن الدولة طيلة هذا الوقت.

### معاهدتي سان ستيفانو وبرلين

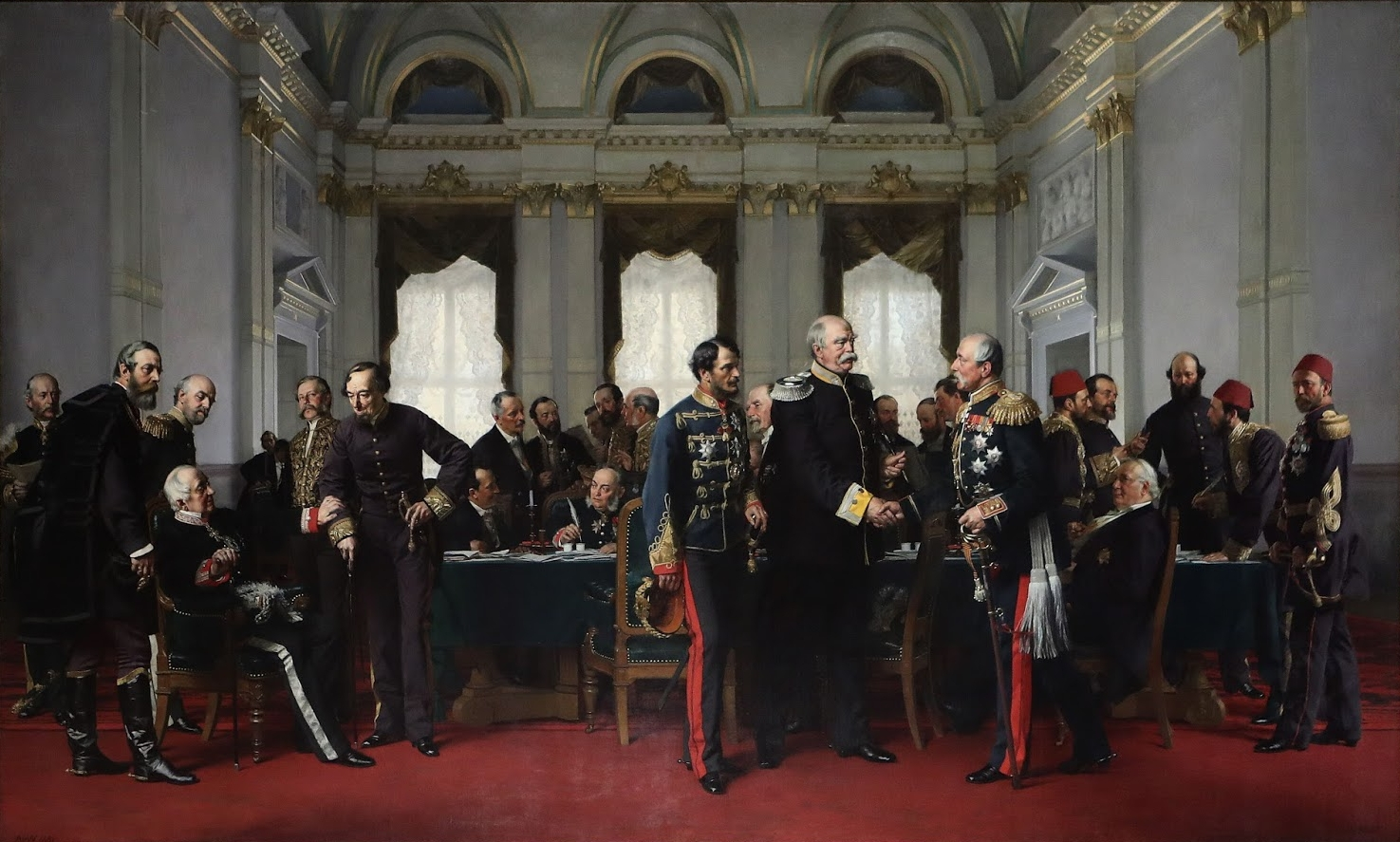
مؤتمر برلين بريشة أنطوان فون فيرنو.

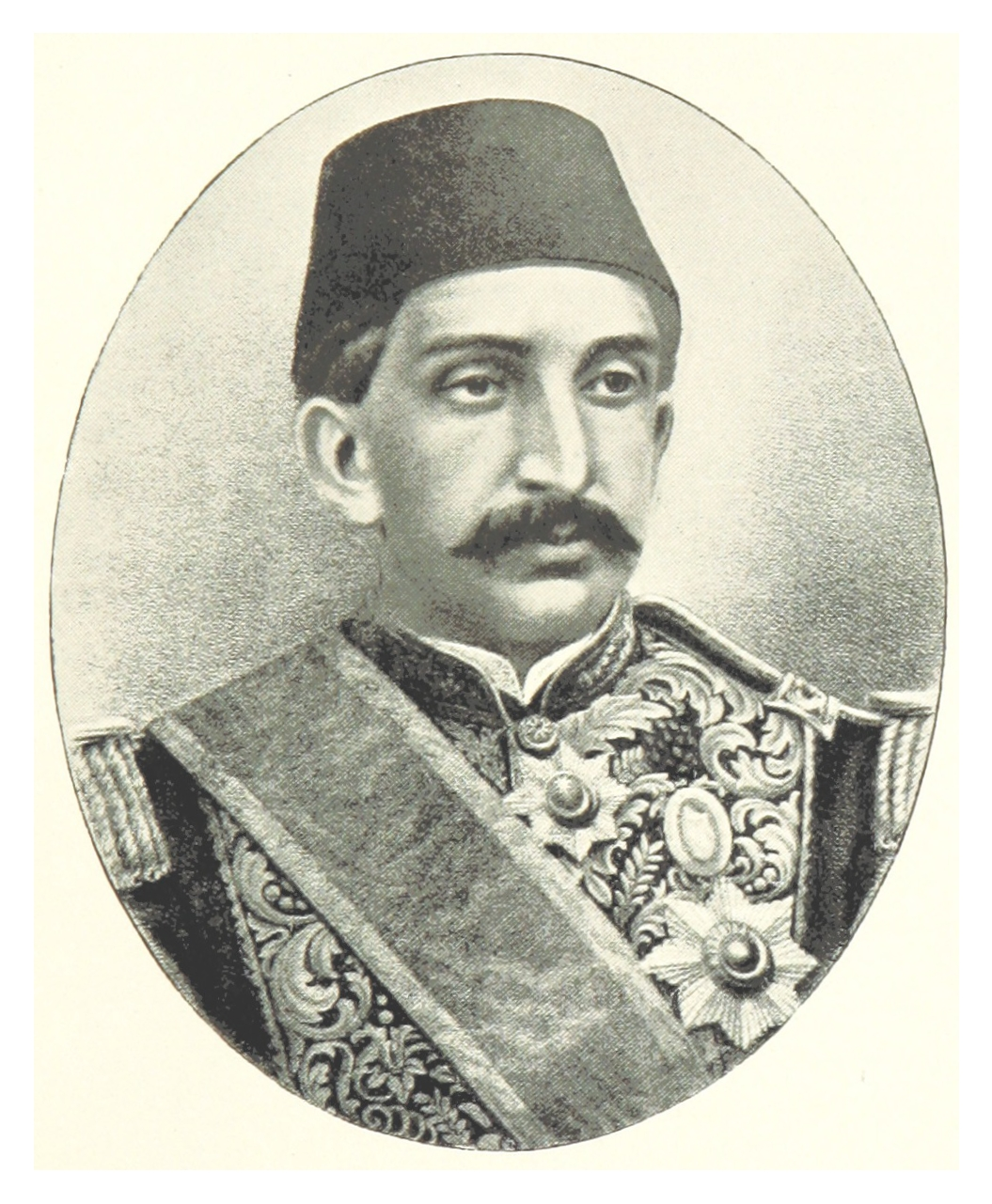
عبد الحميد في 1893م.

طلب السلطان عبد الحميد من الروس، على أعقاب حرب 93 معاهدة لإيقاف الحرب وهي معاهدة سان ستيفانو، وتنص على أن تعترف الدولة باستقلال الصرب والجبل الأسود والأفلاق والبغدان وبلغاريا، وتنازلت أيضًا عن عدة مدن في آسيا، ويتعهد الباب العالي بحماية الأرمن النصارى من الأكراد والشركس، وإصلاح أوضاع النصارى في كريت، ويبقى مضيقي البوسفور والدردنيل، ثمّ تمّ تعديل هذه المعاهدة في مؤتمر عُقد في برلين تمّ بموجبه سلخ المزيد من الأراضي عن الدولة العثمانية أقيم مؤتمر برلين في 13 رجب 1295 هـ/13 يوليو 1887م وبحث بهذا المؤتمر تعديل معاهدة سان ستيفانو التي عقدت بين الدولة العثمانية والإمبراطورية الروسية، وهذا بسبب معارضة (إنكلترا، فرنسا، ألمانيا، النمسا) لهذه المعاهدة لأنها لا تتفق مع مصالحها الاستراتيجية. فعقدت معاهدة برلين، وكان من أبرز نتائجها، استقلال بلغاريا، وضم البوسنة والهرسك للنمسا، واستقلال الجبل الأسود والصرب، وضم قارْص وأرداهان وباطوم لروسيا، والموافقة على تحسين أوضاع النصارى في جزيرة كريت. تضمنت المعاهدة 64 مادة.

### الأقاليم التي خسرتها الدولة في عهده

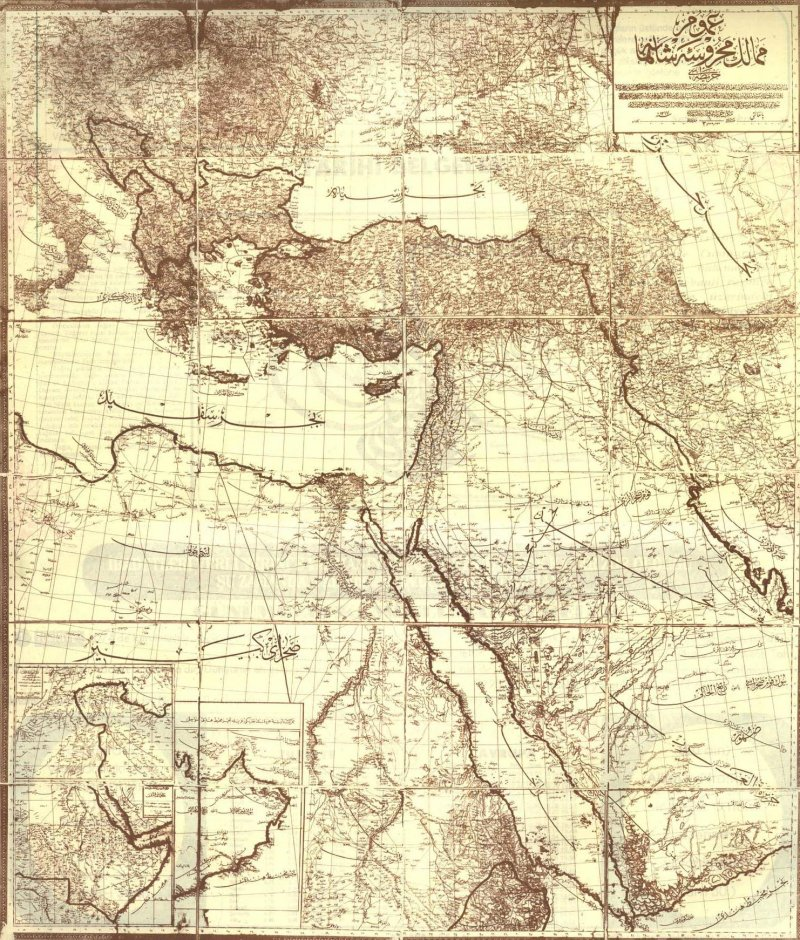
حدود الدولة العثمانية في عهد عبد الحميد الثاني.

كشفت قرارات مؤتمر برلين عن ضعف الدولة العثمانية، فاستغلت الكيانات السياسية والقومية هذا الضعف، وقامت بانتفاضات على الحكم المركزي بهدف الحصول على الاستقلال الكامل، ودعمتها أوروبا في سبيل تحقيق ذلك، وهكذا توالت الأزمات السياسية في وجه السلطان عبد الحميد الثاني بعد الحرب العثمانية الروسية ومؤتمر برلين. انضمت تونس إلى قائمة الأقاليم التي فقدتها الدولة العثمانية لصالح أوروبا في عهد عبد الحميد الثاني عندما احتلتها فرنسا التي أجبرت باي تونس على توقيع معاهدة قصر سعيد، وأدخلت فرنسا إيالة تونس المستقلة ذاتياً تحت حمايتها، ولم تعترف الدولة حتى معاهدة لوزان 1923 م بالاحتلال الفرنسي وكانت تعبرها إيالة عثمانية تحت الاحتلال الفرنسي غير الشرعي. ولم تقتنع بريطانيا بما حصلت عليه في قبرص فاستغلت تراكم الديون على الحكومة بعد فتح قناة السويس فاحتلت مصر في 1882 بعد أن انتصرت على قوات أحمد عرابي، وقامت الثورة المهدية في السودان فسيطرت على البلاد، بحجة حماية الدولة العثمانية من أي اعتداء. وتقاسمت مع فرنسا وإيطاليا شرق إفريقيا والحبشة.

### الحرب العثمانية اليونانية

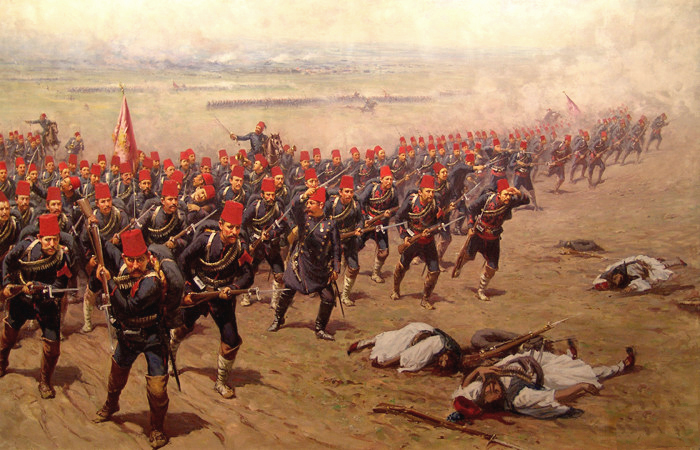
لوحة "الهجوم" بريشة فاوستو زونارو.

طمعت اليونان في ولايتي يانيا وكريت العثمانيتين فأعلنت الحرب ضد الدولة العثمانية، وبعد معارك عديدة انتصرت القوات العثمانية وسقطت الوزارة في العاصمة أثينا وطلبت الوزارة الجديدة الدول الكبرى راجية الصلح، وأرسل القيصر إلى السُلطان برقية طالباً الصلح فوافق بشرط إعادة تيساليا ودفع غرامات قيمتها 10 ملايين ليرة عثمانية فعقدت معاهدة إسطنبول التي تتكون من 16 مادة في 4 ديسمبر 1897 م وتم منح كريت حكماً ذاتياً.

### ثورة البلغار في مقدونيا (1902 - 1903)
في 1320 هـ - 1321 هـ/1902م - 1903م اندلعت اضطرابات في الولايات الثلاث (قوصوة وسلانيك ومناستر) المختلفة الأعراق والأديان والمذاهب وكانت المادة 23 من معاهدة برلين تجبر العثمانيين على إجراء إصلاحات في مقدونيا، ولكن عبد الحميد كان يرفضها ويجابهها لأنه لو قام بها ستؤدي إلى استقلالها. وفي 1893 أسس البلغار جمعية ثوار مقدونيا وكان الأعضاء فيها من العصابات وشكل بقية الأعراق (اليونانيون، والصربويون، والرومانيون) في المنطقة عصابات ليواجهوا خطرهم لأن هدفهم إزاحة هؤلاء عن الطريق ليتفرغوا للأتراك وساند الباب العالي الأعراق الثلاثة الأخيرة لمواجهة البلغار، وفي 1902 م بدأ هؤلاء عملهم، فبدأوا بقتل إخوتهم البلغاريين الذين لم ينضموا لهم، ووزعوا القنابل في كل ناحية وفي أواخر عام 1902 م تحولت حربهم إلى ثورة حقيقية، وخلال شهر واحد أخمد الجيش الهمايوني الثالث ثورتهم في 21 سبتمبر 1902 م، وقبل مرور سنة في 2 أغسطس 1903 م قام البلغاريون مرة أخرى بعصيان. وزادت ضغوط الدول الأوروبية لإجراء الإصلاحات فيها. وأرسل الباب العالي والي اليمن حسين حلمي باشا إلى هذه الولايات الثلاث باسم «مفتش عام الولايات الثلاث». وأُلفت لجنة لإصلاح أحوال الولايات الثلاث برئاسة والي إيالة قونية آفلونيالي محمد فريد باشا الذي أصبح لاحقاً صدراً أعظماً.

### حادثة القنبلة

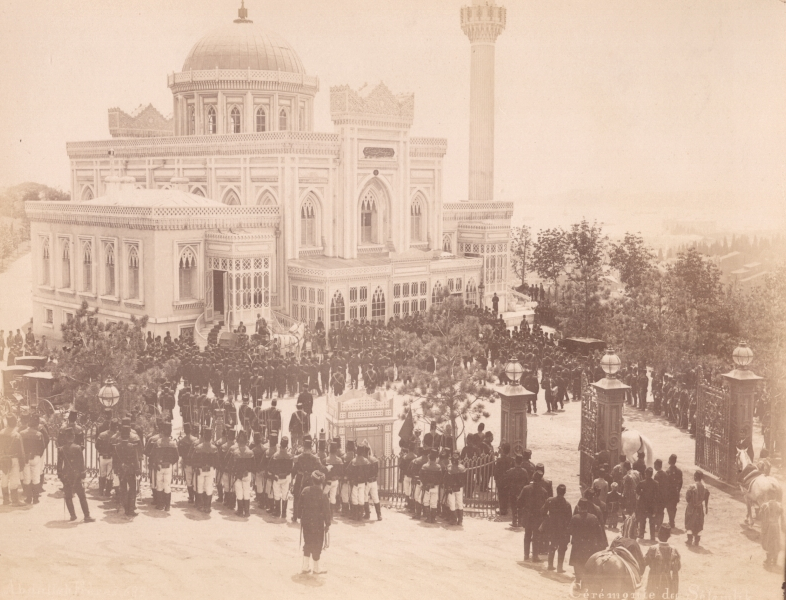
مراسم تحية الجمعة أمام جامع يلدز؛ التقطت الصورة في أواخر القرن التاسع عشر.

في عام 1905 م حاول الأرمن اغتيال السُلطان عبد الحميد، حيث خطّطوا مؤامرتهم هذه في سويسرا؛ ويذكر بعض المؤرخين احتمالًا لوجود بريطانيا خلفها، وكان هدفهم شد انتباه الدول الأوروبية وقتل السُلطان العثماني، فاتفقوا مع خبير بلجيكي مختص بهذه الأمور يدعى «جوريس» الذي لم يكن لهُ علاقة لا بالأرمن ولا بقضيتهم ولكنه كان أجيراً. وكان السُلطان فيما سبق قد شدّد على الأمن واتخذ تدبيرات أمنية قوية بحقّهم؛ إضافة لأسباب أخرى كهزيمة اليونانيين في حربهم مع العثمانيين ورفض عبد الحميد إسكان اليهود في فلسطين، وبعد أن قمع ثورة الأرمن، شكّل هؤلاء جميعاً جبهة واحدة ضد السُلطان. أتى جوريس إلى العاصمة إسطنبول كسائح وخلال مراقبة السلطان تأكد أنه لا يمكن الاقتراب منه إلا خارج مراسم صلاة الجمعة وأن المدة الزمنية التي يخرج فيها من الجامع قصيرة ومحددة ولا تتغير أبداً، فعزم على تنفيذ خطّته في هذا الوقت، فوضع القنبلة في عربة ثم تُركت على الطريق في اللحظة الأخيرة عند خروج السلطان من الجامع. في هذه الأثناء خلافاً للعادة قام شيخ الإسلام جمال الدين أفندي باعتراض طريق السلطان ليحدثه ببعض الأمور، فانفجرت القنبلة ولم يتضرر السلطان لوقوفه على عتبات الجامع، ومات في الحادثة مربيان اثنان من مربّي الأمراء والكثير من الجنود. تصرف عبد الحميد براحة تامة بعد الحادثة فاستقلّ عربة قادها بنفسه إلى القصر. قُبض على منفذي العملية وعوقبوا، وقبض على جوريس أيضاً لكن السلطان منحه 500 ليرة ذهبية وتركه، ويُذكر أن جوريس هذا أرسل لعبد الحميد معلومات مهمة من أوروبا في السنوات التالية.

### قصبة العقبة 1906

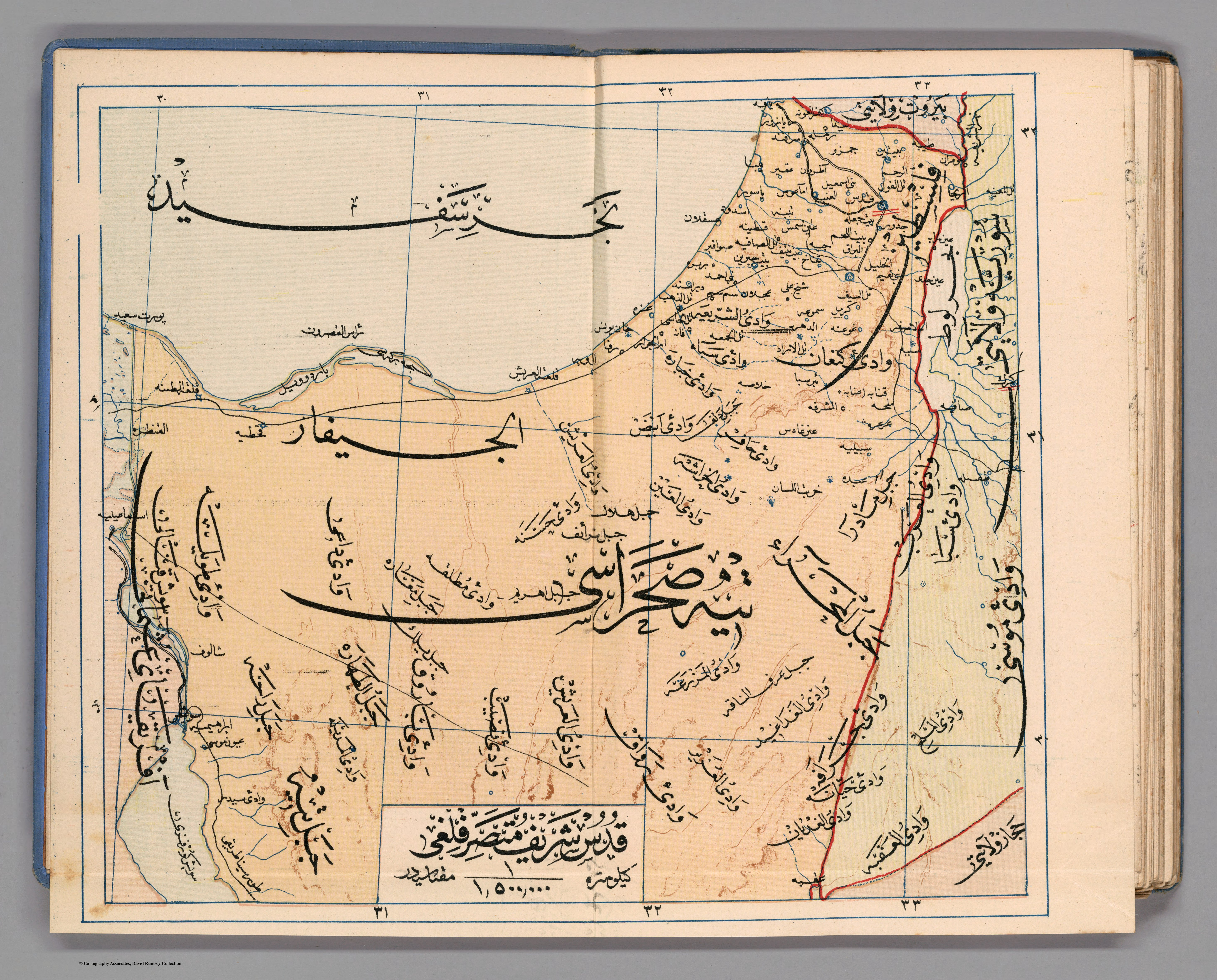
خارطة تعود لعام 1907م تُظهر الحدود القديمة بين سوريا العثمانية والخديوية المصرية على الرغم من تعديلها في 1906م

أرادت بريطانيا أن تتمكن من البحر الأحمر من الجنوب ولم تتمكن من ذلك؛ وحاولت مرة أخرى من الشمال فافتعلت مشكلة من لا شيء، مدّعية أن العقبة التي تدخل ضمن لواء الكرك (الأردن) أرض مصرية، والأصل في هذا أن العثمانيين سمحوا في السابق بتواجد جماعات من الجيش المصري بغرض مراقبة الحجاج المصريين. فأرسلت بريطانيا جيشاً إلى هناك على أن هذه الأرض أرض مصرية، وأرادت السيطرة على رأس خليج العقبة، فظهر قصدها الذي يحتمل أن يكون قطع طريق الحج أو قطع طريق سكة حديد الحجاز. على أثر ذلك بعث السُلطان عبد الحميد العقيد رشدي بك مع سريتين من الجنود ومدفع واحد إلى العقبة ودخل القلعة وأخبر الجنود المصريين بأن السُلطان سمح لهم بالعودة إلى مصر وأرسلهم إلى بلادهم. وقام باحتلال قصبة طابا بالقرب من العقبة، على الرغم من هجوم خيالة البدو من العشائر العربية المحرّضة من قبل بريطانيا بالذهب. وفي هذه الأثناء قام الشعب في القاهرة وغيرها من المدن بمظاهرات أثنت فيها على السلطان. وأرسلت بريطانيا إلى الباب العالي بإخلاء قصبتي العقبة وطابا خلال عشرة أيام وإلا ستقوم الحرب بين البلدين، فأجاب الباب العالي بأن احتلال بريطانيا لمصر غير شرعي ومؤقت، وأن تعديلات الحدود ستجري بين الضباط المصريين والعثمانيين وأنه لا يحق لهم الاشتراك في هذه المفاوضات، لاحقاً تم تعديلها بين الضباط العثمانيين والمصريين في 1 أكتوبر 1906 م.

### تشكيل جمعية الاتحاد والترقي وتطورها وإعلان المشروطية الثانية وافتتاح مجلس المبعوثان 1908

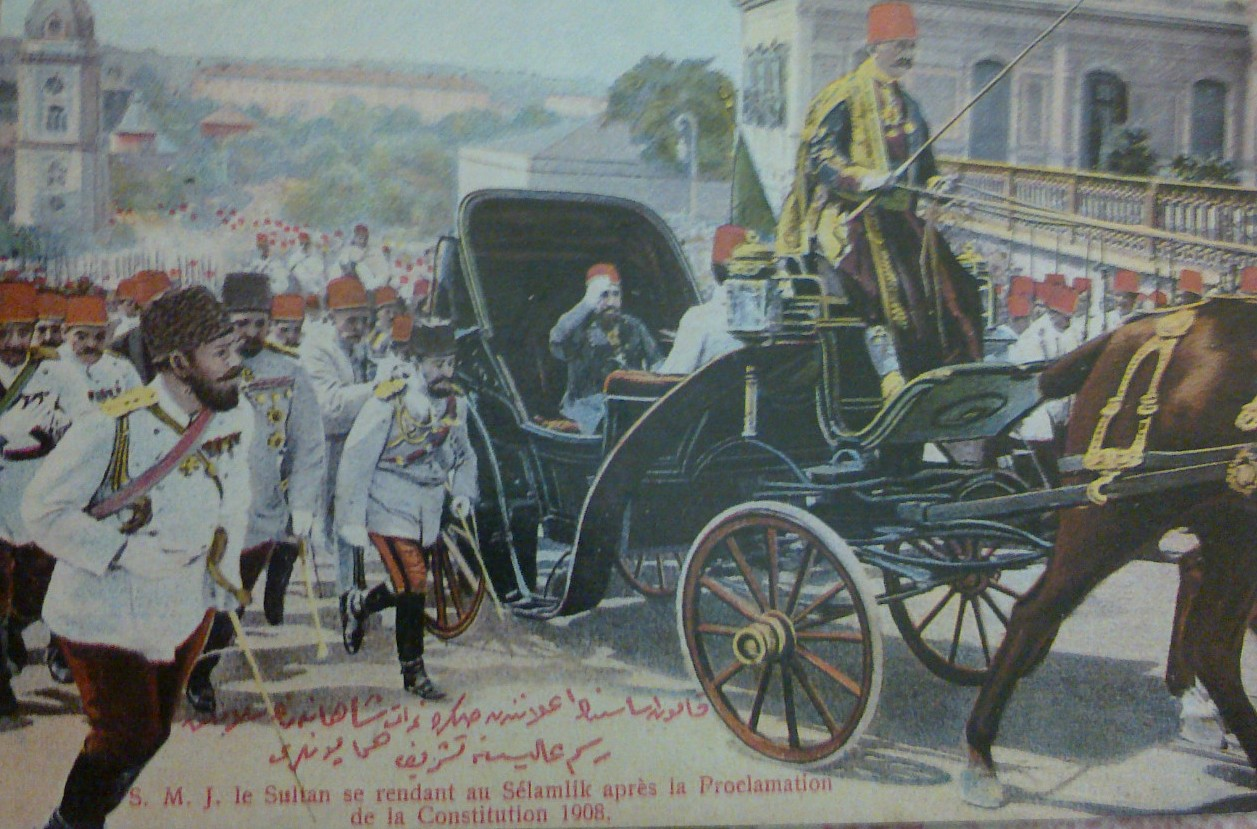
السلطان عبد الحميد على عربته بعد إعلان المشروطية الثانية 1908 م.

في عام 1889 م وفي الذكرى المائة للثورة الفرنسية شُكلت جمعية سرية تسمى «جمعية الاتحاد والترقي» على أيدي طلاب المدرسة الحربية والمدرسة الطبية العسكرية وهدفها الوحيد هو عزل السلطان عبد الحميد الثاني، وإعادة الحياة الدستورية للدولة، وكان وراء التشكيل ماسوني ألباني يدعى «إبراهيم تيمو» أو أدهم كما يدعى أحياناً، أخذت أفكار هذه الجمعية تنتشر بين طلاب المدارس العُليا في العاصمة، وانتشرت خارج البلاد بين المنفيين الأتراك في باريس وجنيف والقاهرة، وأصدرت مجلة «عثمانلي» في جنيف لبث أفكارها والترويج لها، وأخذت الحركة تتطور بشكل سريع داخل الدولة وخارجها، فقامت الدول الأوروبية والمنظمات الماسونية واليهودية باحتضانها حسب تعبير المؤرخين، وبداية من هذا الوقت بدأ الصهاينة بالتحرك لخلع السُلطان عبد الحميد، وكان للسفارات الخارجية الدور الأكبر في دخول الصحف والمنشورات المعادية للسلطان لداخل الدولة وتوزع على التشكيلات الداخلية بسرية، اكتشفت هذه الجماعة في 1897 م فتم نفي الكثير من أعضائها وفر بعضهم إلى باريس، فأرسل السلطان مدير الأمن العام الفريق الأول أحمد جلال الدين باشا لاستمالتهم للعودة فأقنع أكثريهم ومنحهم عبد الحميد مناصب كبيرة في الدولة، إلا أن «أحمد رضا بك» أصر على البقاء في باريس مع حفنة من مؤيديه، ولم يترك السلطان المحاولة في استمالة هؤلاء، فأمر سفرائه في الدول الأجنبية بالضغط على الحكومات التي تساعد المنظمة، وأرسل أناس لها بهدف عمل الانقسامات الداخلية فيها. انضم «داماد محمود جلال الدين باشا» صهر السُلطان هو وابنيه "صباح الدين" (الذي أشاع لاحقاً لقب «السلطان الأحمر» قاتل الأرمن على السلطان عبد الحميد للصحافة الأوروبية) وابنه «لطف الله».

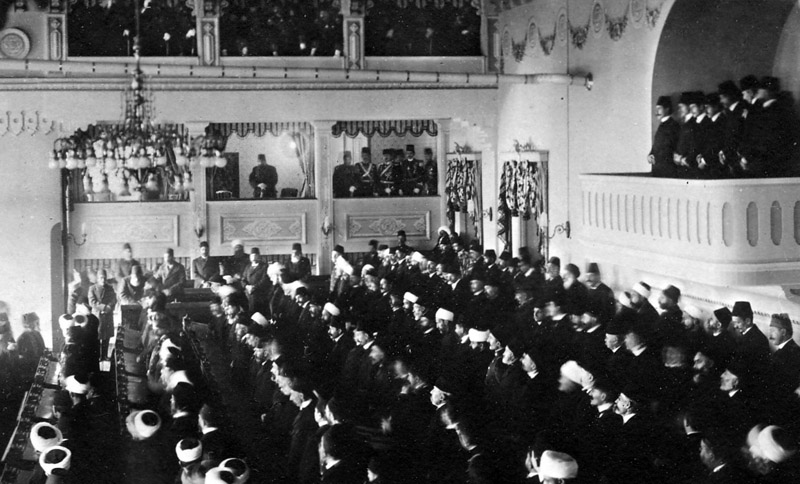
مجلس المبعوثان في ديسمبر 1908 م.

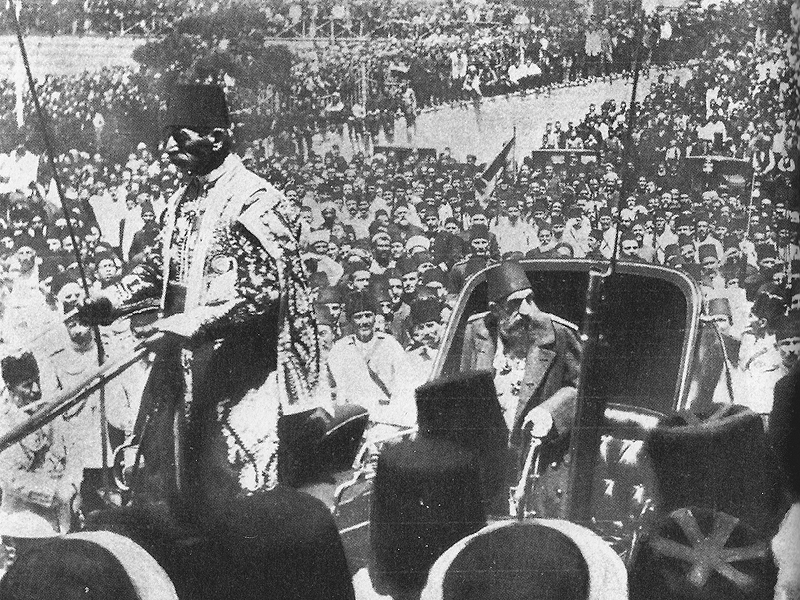
عبد الحميد على عربته في عام 1908 م.

انتشرت الجمعية في ولايات الدولة منها مصر التي كانت بريطانيا قد احتلتها في وقت سابق، وأصبحت ملاذاً لأفرادها الهاربين. إلا أن سالونيك ظلت المركز الأساسي لنشاطات الجمعية السياسية والعسكرية. أثارت هذه شعارات الاتحاديين عن «الحرية، العدالة، المساواة» بعض الجماعات العربية وساعدتهم على قلب نظام الحكم. ما بين 4 إلى 9 فبراير 1902 م أقيم في مدينة باريس «مؤتمر العثمانيين الأحرار»، وحضره جميع المناهضين ضد حكم عبد الحميد على رأسهم جمعية الاتحاد والترقي، خلال هذه الأيام اتخذوا العديد من القرارات أبرزها: تقسيم حكومات مستقلة استقلالاً ذاتياً على أساس قومي، رفض «أحمد رضا بك» هذه الفكرة إلا أن الأغلبية قامت بتأييد القرار، رفض أحمد رضا بك رئيس المؤتمر وعلي حيدر بك بن مدحت باشا قرارات المؤتمر ولم يوقعا عليها، بعد ذلك انقسمت المعارضة، وقرر الاتحاديون العمل وحدهم في مقدونيا والحصول على تأييد الجيش الثالث المرابط هناك، ترك هؤلاء باريس كونها مركزهم السابق، وأسسوا مركزاً صغيراً في سالونيك، وتبعته شعبة في مناسطر، ومع مرور الوقت انضم الكثير من المدنيين للجمعية، وتبعهم أشخاص ذوي مراكز عليا. اشتد أنصار الجمعية بالضغط على عبد الحميد من أجل تطبيق القانون الأساسي كاملاً، (أقيم مؤتمر آخر ما بين 27 إلى 29 ديسمبر 1907 م حضره ممثلون عن الشعوب النصرانية التابعة للدولة العثمانية، وقد قرر فيه: إجبار السُلطان على التنحي، والتغيير الجذري لإدارته)، في شهر يوليو 1908 م أعلنوا الثورة التي سميت «بثورة الشباب الأتراك»، وفي 23 يوليو تمرد الجيش الثالث في سالونيك بقيادة أحمد نيازي وأعلن الثورة، وقاموا في صباح اليوم التالي بإلقاء الخطب هاتفين «إما الحرية وإما الموت»، وانضم لهم أنور باشا ومصطفى كمال، واحتلوا مدينة مناستر التي فيها مقر الجيش الأول، وأرسل السُلطان «شمسي باشا» لتتبع أثر نيازي الذي كان قد عمل هو وجماعة أنور باشا ورائف وجماعته على مقاومة أعمال الحكومة المركزية، وإخماد الثورة، فقتل شمسي باشا قبل أن يبدأ مهمته على يد عاطف بك، فأرسل عبد الحميد ثلاثين فرقة من «فرق الرديف» إلا أنها انضمت لهم وكان ذلك عاملاً على تقوية صفوفهم. ونتيجة هذه الضغوط أعلن السلطان العمل بالقانون الأساسي، في 24 جمادى الآخرة 1326 هـ/23 يوليو 1908 م.

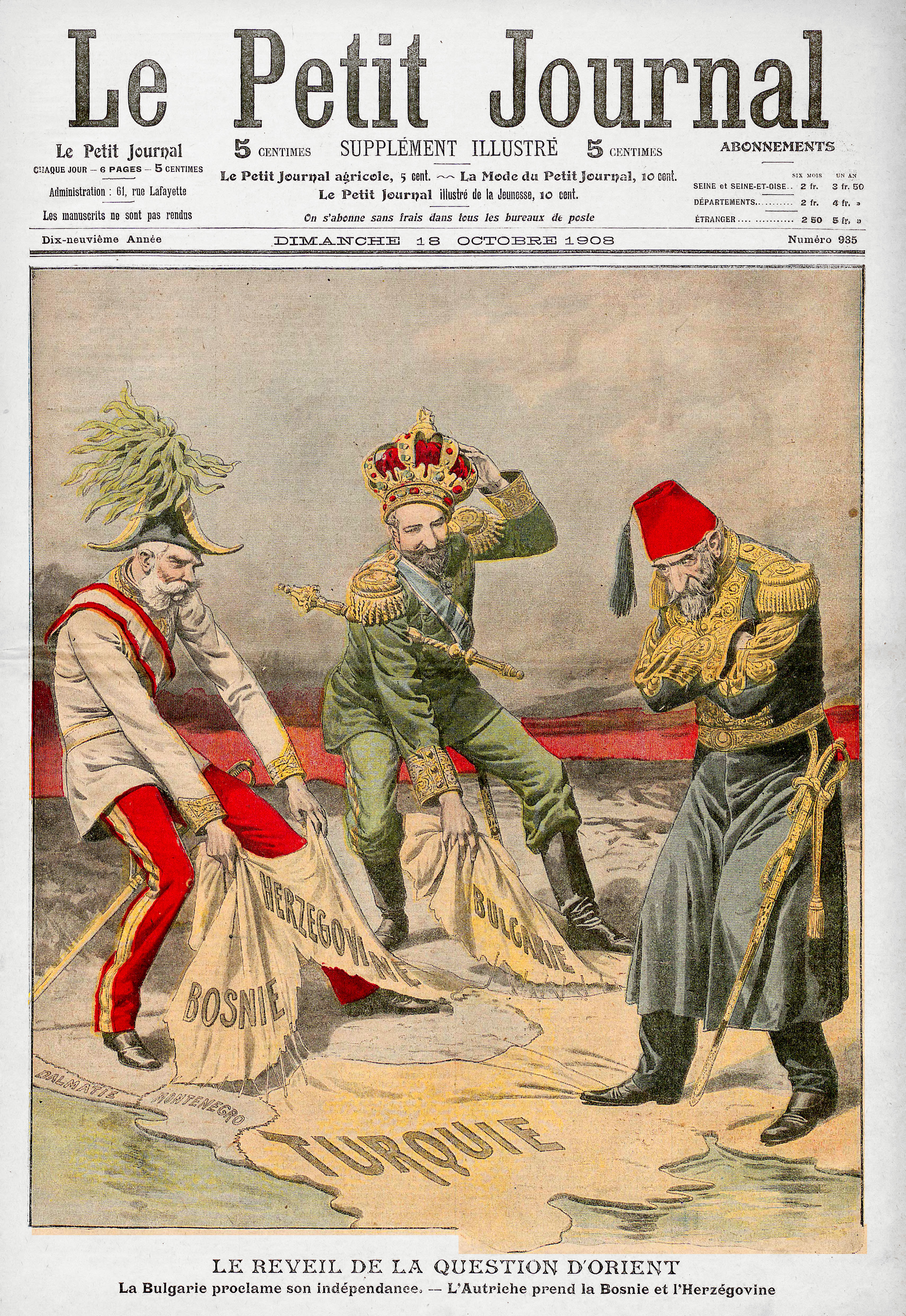
غلاف صحيفة لو بوتي جورنال الفرنسية في 1908م، تصور فرديناند الأول ملك بلغاريا وفرانتس يوزف الأول إمبراطور النمسا وهما ينتزعان الأراضي العثمانية وذلك بعد أُعلن استقلال بلغاريا وضم الإمبراطورية النمساوية المجرية للبوسنة والهرسك وعبد الحميد الثاني سلطان الدولة العثمانية يقف بلا حيلة.

### انفصال بلغاريا والبوسنة والهرسك 1908
ارتكب الاتحاديون خطأ بعدم تخصيصهم مكاناً في البروتوكول لممثل أمير بلغاريا، فاستفادت بلغاريا من هذا وأعلنت انفصالها عن الدولة وكان ذلك في 5 أكتوبر 1908 م، وفي نفس اليوم أعلنت الإمبراطورية النمساوية المجرية ضمها للبوسنة والهرسك مستفيدين جميعاً من هذه الأزمات التي مرت بها الدولة. وفي اليوم التالي 6 أكتوبر 1908 م بلغ مجلس إيالة كريت انفصاله عن الدولة العثمانية والتحاقه باليونان، لكن كريت لم تتمكن من ذلك حتى عام 1913م. في معاهدة إسطنبول بتاريخ 26 فبراير 1909 م، تركت الدولة البوسنة والهرسك للنمسا مقابل تعويضات قدرها 2,5 مليون ليرة ذهبية. ومُنحت بلغاريا الاستقلال لقاء 5 ملايين ليرة ذهبية 19 أبريل 1909 م في معاهدة إسطنبول.

## القضية الأرمنية

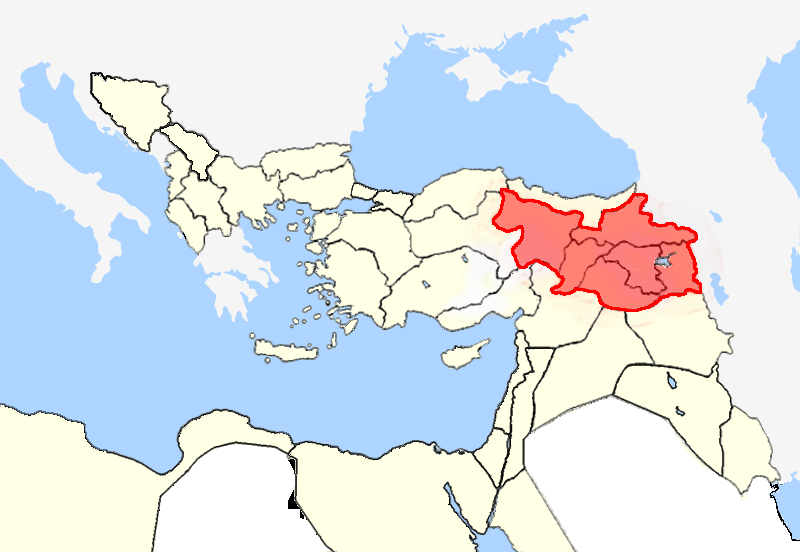
الولايات الأرمنية الست

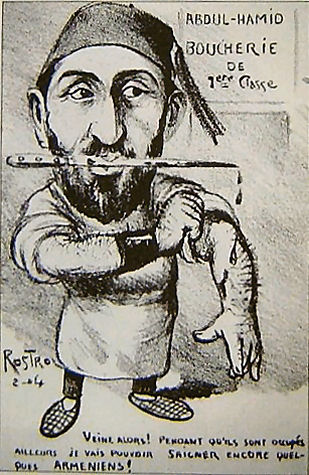
كرتون فرنسي معاصر للسلطان يصوره كجزار. أطلق الأرمن على عبد الحميد «السلطان الأحمر».

تنص المصادر العثمانية والإسلامية أو المؤيدة للعثمانيين على أن الأرمن تجرأوا بعد معاهدة برلين حيث تضمنت المادة 61 من المعاهدة إصلاح أوضاع الأرمن في الولايات الست الموجودين فيها وهي: أرضروم وديار بكر وسيواس وخربوط ووان وبدليس ولم يطيق العثمانيون هذه المادة، فأمنت الدول الأوروبية وروسيا الأسلحة لهؤلاء الأرمن فبدأوا بالذبح والتقتيل في شرق الأناضول منادين باستقلالهم وتشكيل «أرمينيا» مستقلة، فقاموا بمهاجمة القرى المسلمة التي يتحدث سكانها اللغة الكردية فبدأوا بالإرهاب فيها، وقام العثمانيون بالرد على هذه الثورة والمجازر التي فعلوها بتشكيل الخيالة الحميدية المشكلة من الأكراد أنفسهم إلى مناطق الثورة حيث دمّروا العديد من القرى الأرمنية وقتلوا كثيرًا من الثوّار ومن ساندهم، فيما أصبحت هذه الحادثة تُعرف باسم «المجازر الحميدية». وبعد هذا الحادث الأخير قام الأرمن بعصيان في ديار بكر قتل فيه منهم 1190. وقام لاحقاً أمام الكل في عاصمة الدولة إسطنبول بطريق الأرمن أزميرليان بتسليح بضع مئات من الأرمن وكان قصدهم الذهاب إلى الباب العالي والقيام بمظاهرات معادية للحكومة ولكن قُطع طريقهم، فانسحبوا إلى منطقة يكثر فيها الأرمن في إسطنبول وهي «قادرغة». وأما شغبهم الثاني في العاصمة في تاريخ 26 أغسطس 1896 م فقد كانوا قد عزموا على تفجير المصرف العثماني ولكن اكتشفوا من قبل الأمن السري، واعترفوا بعزمهم على التفجير المصرف وكذلك الباب العالي، وعُزل أزميرليان ونفي إلى مدينة القدس.
بالمقابل تنص المصادر المؤيدة للأرمن والمصادر الأرمنية على أن الأرمن بدأوا بالمطالبة بتفعيل الإصلاحات السياسية في الدولة العثمانية والتي نص عليها مؤتمر برلين، وقاموا بمظاهرات داعية إلى مزيد من الحرية والإصلاح، غير أنها جوبهت بعنف من قبل السلطان عبد الحميد، وحدثت سلسلة من المجازر وإبادة شبه جماعية بحق الأرمن القاطنين شرق الأناضول بين عامي (1894م - 1896م). وكانت قد ابتدأت باندلاع صراع وقع في صيف عام 1894م في مدينة ساسون فيما سمي بمقاومة ساسون 1894، وواجه الأرمنيون في ساسون الجيش العثماني وأدى انضمام القوات غير النظامية الكردية «الخيالة الحميدية» إلى جانب الجيش لاستسلام أعداد كبيرة من المقاومة الأرمنية. كما قام السلطان بتحريض سكان بعض المدن من الأكراد والأتراك بالقيام بعمليات إبادة شملت قرى بأكملها في جنوب وغرب الأناضول. وأسفر الحادث السابق عن احتجاجات أرمنية قوية ضد سياسات السلطان الوحشية، وتدخلت الدول الأوروبية لإقناع الحكومة العثمانية إلى تبني إصلاحات للمحافظات التي يسكنها الأرمن. في بداية شهر أكتوبر 1895م تجمع ألفين من الأرمن متظاهرين في العاصمة إسطنبول لتنفيذ إصلاحات بخصوصهم، ولكن الشرطة العثمانية قمعتهم بعنف. وبعد فترة قصيرة، اندلعت مذابح الأرمن في العاصمة وتلتها بقية الولايات العثمانية التي يسكنها الأرمن ولاية بدليس وولاية ديار بكر وولاية أرضروم، وولاية معمورة العزيز وولاية سيواس وولاية طرابزون وولاية فان، وقتل الآلاف على أيدي جيرانهم المسلمين والجنود العثمانيين، ولقي الكثير مصرعهم خلال فصل الشتاء البارد من (1895م - 1896). ولم يكن ضحايا «المجازر الحميدية» الأرمن فقط بل شملت الآشوريين/السريان/الكلدان. وقد راح ضحية هذه المجازر حسب المصادر الغربية والأرمنية 80,000 - 300,000 من الأرمن و25،000 من الآشوريين/السريان/الكلدان.

## علاقاته مع اليهود

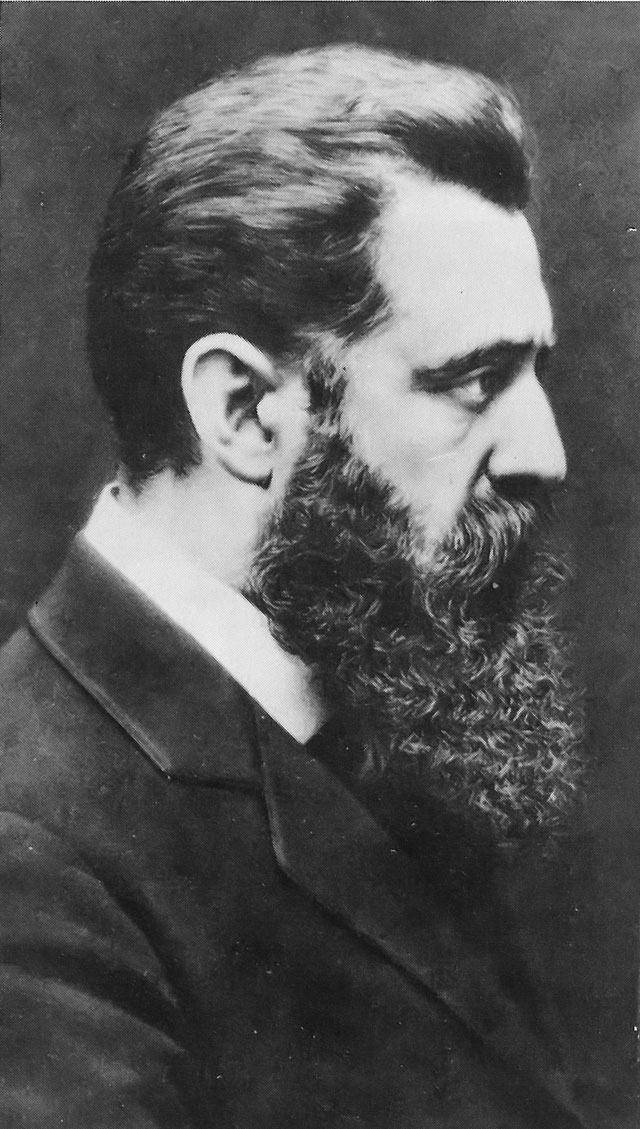
تيودور هرتزل في 1904م.

نشط اليهود منذ ثمانينات القرن التاسع عشر إلى تهجير اليهود المتشتتين في أنحاء العالم وطالبوا بإنشاء دولة لهم في فلسطين. وكانت أول محاولاتهم في عام 1293 هـ/1876م إذ عرض «حاييم گوديلا» على السلطان شراء مساحات من الأراضي في فلسطين لإسكان المهاجرين اليهود فيها إلا أنه رفض عرضه. واستعان اليهود الروس بالسفير الأمريكي في إسطنبول أيضاً ولم ينجح بذلك. ولم تنقطع الهجرات الفردية، وكانت هناك هجرات جماعية بين (1285 هـ - 1298 هـ/1868م - 1881م) و (1299 هـ - 1314 هـ/1882م - 1896م) وكانت هذه الأكثر فعالية. وعلى أثر اغتيال القيصر الروسي ألكسندر الثاني وإتهام منظمة «أحباء صهيون» في 1298 هـ/1881م تعرض اليهود إلى حملة مذابح واضطهادات، فطلبوا من القنصل العثماني في أوديا منحهم تصريحات لدخول فلسطين إلا أن الحكومة رفضت هذا، ورحبت بهم في أي إقليم آخر من أقاليم الدولة. ونتيجة لازدياد شعور السلطان بالتحرك اليهودي، أبلغ المبعوث اليهودي «أوليڤانت» أن باستطاعة اليهود العيش بسلام في أية بقعة من أراضي الدولة العثمانية إلا فلسطين، وأن الدولة تُرحب بالمضطهدين، ولكنها لا تُرحب بإقامة دولة دينية يهودية فيها. وقد حاول بعض اليهود تحدي قرار الباب العالي بالنزول في يافا، لكن السلطات العثمانية منعت دخولهم إلى مدينة القدس. لكن هجرتهم استمرت بشكل بطيء وبشكل غير رسمي عن طريق التحايل على القانون، ورشوة الموظفين، وبمساعدة قناصل الدول الأجنبية، وأرسلت الحكومة إلى متصرف القدس «رؤوف باشا» أن يمنع دخول اليهود من الجنسيات الروسية والرومانية والبلغارية من دخول القدس، والروس بشكل خاص. تدخلت الدول الأوروبية بعد إلحاح اليهود عليها، فأصدرت الحكومة العثمانية تعليمات جديدة سمحت لليهود بسكن القدس لمدة شهر واحد فقط. في 1305 هـ/1888م وبعد مرور ثلاثة أعوام، تدخلت بريطانيا وبذلت جهودها للتخفيف من شرط الإقامة الزمني، فرضخ السُلطان لتلك الضغوط وخفف المدة إلى ثلاثة أشهر. واتخذ الباب العالي قراراً بتحويل سنجق القدس التابع لوالي دمشق إلى متصرفية حيث أن المتصرفيات تتبع الباب العالي مباشرة وذلك لتشديد المراقبة. وأرسل أعيان مدينة القدس إلى السلطان شكوى يطلبون فيها إجراء فعال يمنع دخول اليهود ويمنعهم من شراء الأراضي، فأصدر فرماناً في (10 جمادى الآخرة 1310 هـ/30 ديسمبر 1892م) يحرم فيه بيع الأراضي الحكومية لليهود حتى لو كانوا عثمانيين من رعايا الدولة.

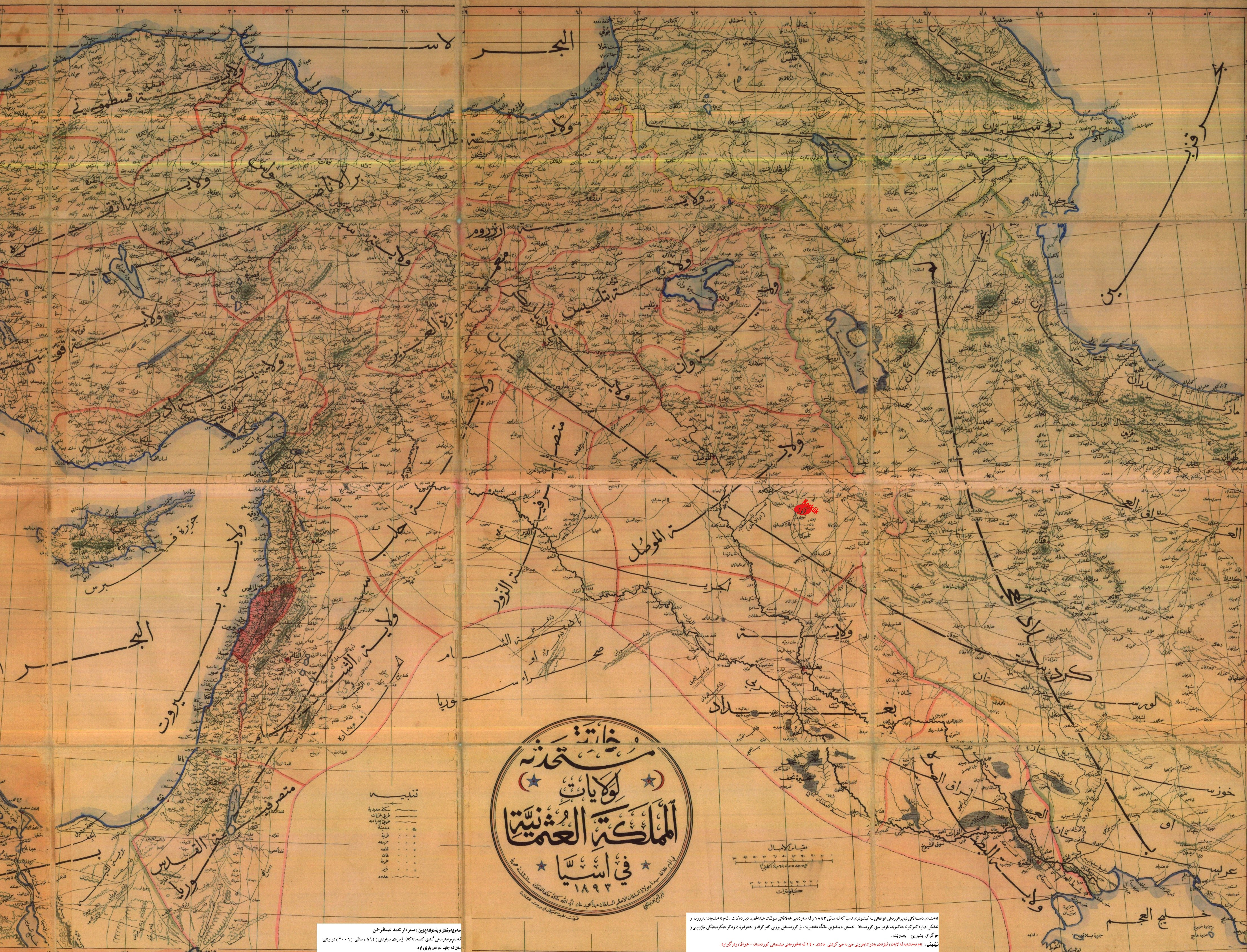
خارطة عثمانية تعود لعام 1893م تظهر متصرفية القدس.

في أواخر القرن التاسع عشر برز «تيودور هرتزل» وهو صحفي يهودي نمساوي استطاع قيادة الحركة الصهيونية وسعى إلى إيجاد وطن قومي لليهود، وحاول هرتزل بكل الطرق لمحاولة إقناع السُلطان عبد الحميد، فاستغل «القضية الأرمنية» وعرض عليه بذل الجهود من أجل تسوية المشكلة ولقيت فكرته ترحيباً من السلطان، وعهد إليه وإلى صديقه الصحفي النمساوي «نيولنسكي» بمطالبة لجان الأرمن في أوروبا بالطاعة لأن السلطان سيحقق مطالبهم التي رفض تحقيقها تحت الضغوطات، وبذلا جهودهما في أقناع الأرمن والطلب من بريطانيا لوقف تحركاتهم، إلا أنهم فشلوا فيما يسعون إليه. عندها قرر تيودور هرتزل بالسفر إلى إسطنبول ولقاء السلطان، إلا أنه لم يتمكن من ذلك وتركها بعد عشرة أيام في 1314 هـ/1896م، وبعد حوالي الشهرين اتصل بالأوساط العثمانية محاولاً إعطاء الدولة مساعدات مالية وغيرها وقوبل بالرفض.

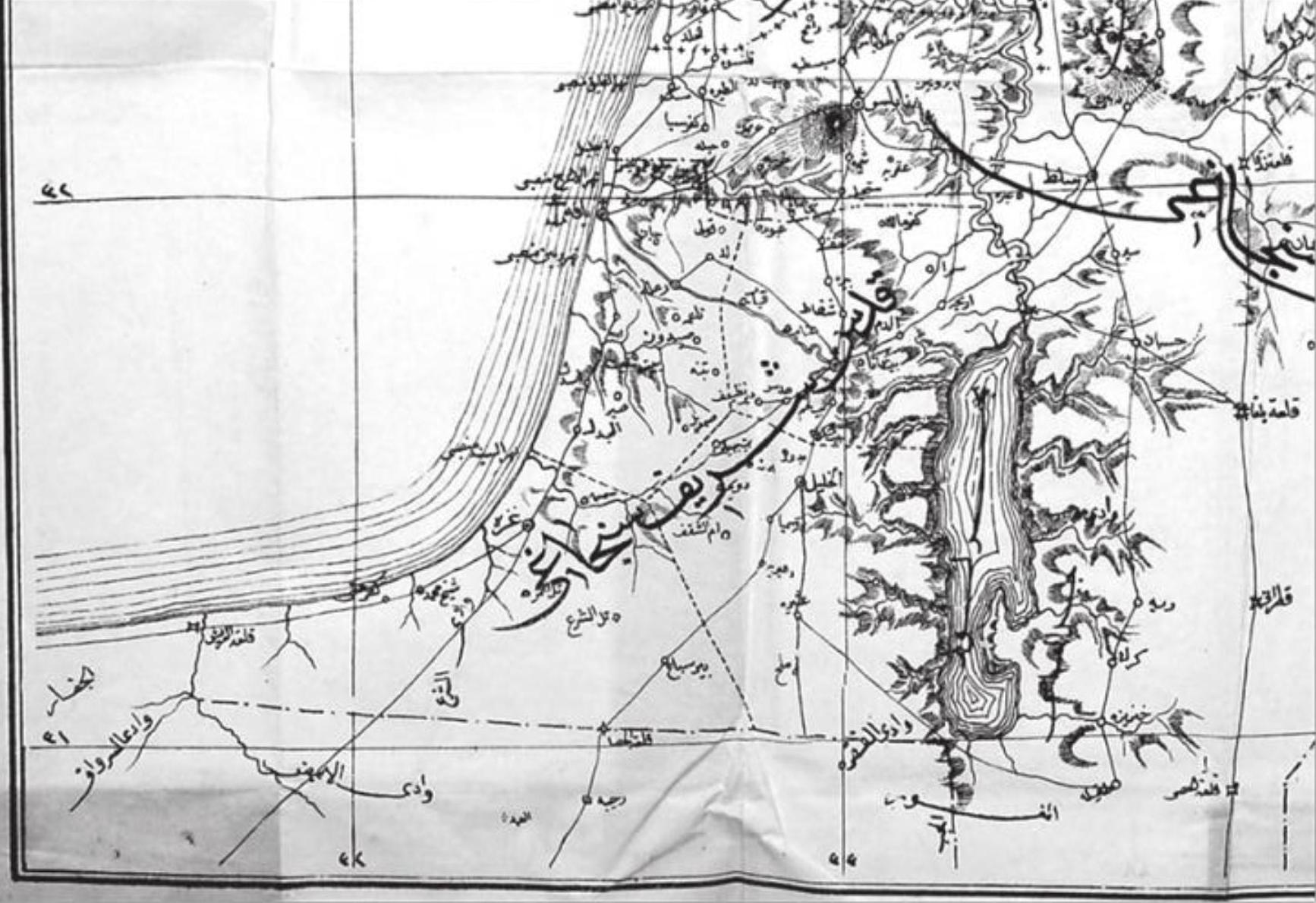
خارطة تعود لعام (1300 هـ/1882م) تظهر «سنجق القدس».

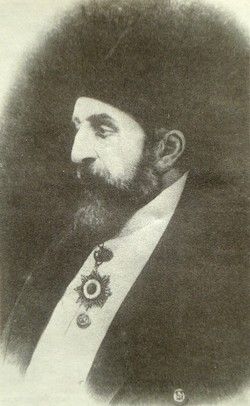
السلطان عبد الحميد.

عقد اليهود مؤتمرهم الصهيوني الأول في مدينة بال السويسرية برئاسة تيودور هرتزل مابين (29-30 ربيع الآخر و1 جمادى الأولى 1315 هـ/29-31 أغسطس 1897م)، واتخذوا عدة قرارات أطلق عليها «برنامج بال» أو «البرنامج الصهيوني»، وكان أهم قرار اتفقوا عليه تأسيس وطن قومي في فلسطين، وبعد أن كانوا يطمحون أن يكونوا فيها تحت سيادة الدولة العثمانية أصبحوا بعد هذا المؤتمر يطمعون بالسيطرة على فلسطين. راقب السُلطان عبد الحميد المؤتمر ومقرراته عن قرب، واتخذ قراراً جديداً هو منع اليهود من السكن في فلسطين ومنع اليهود الأجانب من دخول مدينة القدس. ولم تتوقف المؤتمرات الصهيونية عن الانعقاد وكانت في كل مرة تزيد عدداً وقوة، ولم تتوقف جهود «تيودور هرتزل» للاجتماع بالسُلطان عبد الحميد الثاني وسافر للعاصمة إسطنبول في (24 محرم 1319 هـ/13 مايو 1901م) وقابل السلطان بعد أربعة أيام ثم قابله مرتين أخريين وعرض عليه إصدار فرمان يجيز لليهود الأجانب الهجرة إلى فلسطين ومنحهم حكماً ذاتياً، مقابل دفعهم ثلاثة ملايين جنيه وفي بعض المصادر مليوني جنيه، وبعدها بدفع الجزية، لكن السلطان كان على موقفه رافضاً إلا أنه وافق على هجرتهم إلى آسيا الصغرى والعراق لقاء دفع الديون المترتبة على الدولة ولم يكن هرتزل راضياً عن هذا، عندها حاول عرض رشوة كبيرة على عبد الحميد تقدر بمليون جنيه مقابل حصولهم على فلسطين. عندها قال السلطان كلمته الشهيرة للصدر الأعظم «انصحوا الدكتور هرتزل بألا يتخذ خطوات جدية في هذا الموضوع، فإني لا أستطيع أن أتخلى عن شبر واحد من الأرض، فهي ليست ملك يميني، بل ملك الأمة الإسلامية التي جاهدت في سبيلها وروتها بدمائها، فليحتفظ اليهود بملايينهم، وإذا مزقت دولة الخلافة يوماً فإنهم يستطيعون آنذاك أن يأخذوا فلسطين بلا ثمن، أما وأنا حيّ، فإن عمل المبضع في بدني لأهون علي من أن أرى فلسطين قد بترت من الدولة الإسلامية، وهذا أمر لا يكون. إني لا أستطيع الموافقة على تشريح أجسادنا ونحن على قيد الحياة.» على الرغم من جهود السلطان في حد دون هجرة اليهود فقد استمرت الحركة الصهيونية بإنشاء أجهزة تشرف على شراء الأراضي وتنظيم عملية الاستيطان وطلب هرتزل من السلطان في (محرم 1320 هـ/مايو 1902م) الأذن لإنشاء جامعة عبرية في مدينة القدس للشبان الأتراك، إلا أن السلطان رده بعكس ما يريد. وفي (1321 هـ/1903م) حاول اليهود عقد أول مؤتمر صهيوني في فلسطين، فحظر السُلطان نشاطهم السياسي الدولي. وفي (1322 هـ/1904م) توفي تيودور هرتزل ولم يتخلف أتباعه من تحقيق ما يريدون، في (1336 هـ/1917م) وافقت بريطانيا بعد وعد بلفور على تأسيس وطن قومي يهودي.

## سياسة الاتحاد الإسلامي

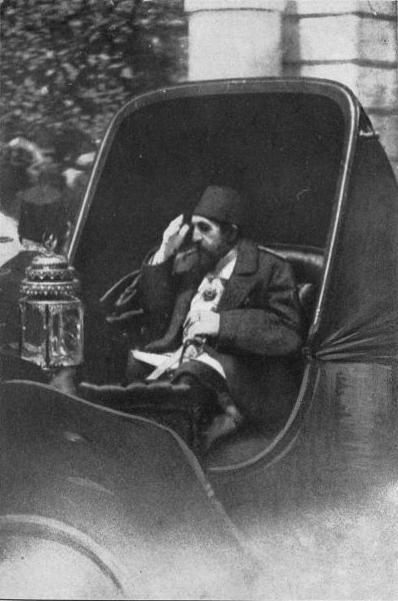
عبد الحميد ملقياً التحية على الحشود وهو في عربته.

اعتلى عبد الحميد عرش السلطنة والعالم العربي يشهد قيام فكرتين كانتا ردة فعل ضد الاستعمار والسيطرة الأجنبية، إحداهما فكرة «الجامعة الإسلامية»، والثانية «القومية العربية» والوحدة العربية وكانت قد انتشرت في البلدان العربية وخاصة بين نصارى الشام. وعندما أصبح العالم الإسلامي هدفاً للدول الاستعمارية، استيقظت فكرة إحياء الوحدة الإسلامية لتوحيد الجهود ضد هذه الدول. فتزعم السلطان عبد الحميد إبان حكمه هذه السياسة نظراً للظروف الداخلية والخارجية، لأنه وجدها علاج دولته، ولم ير أن الوحدة الداخلية وحدها كافية بل أن يمتد تأثيرها نحو كل مسلمي العالم. بدأ السلطان بتطبيق هذه السياسة، وأخذ ينفذها، وأخذ من نامق كمال في البيئة العثمانية، وجمال الدين الأفغاني في البيئة الإسلامية والعربية، لتنفيذ سياسته في الداخل وفي الخارج، ففي الداخل كان تنفيذ مبادئ الحركة يعني الالتزام بحدود الشريعة الإسلامية، وفي الخارج يعني التفاف المسلمين حول الخلافة. بعد أن بدأ بتطبيق «حركة الجامعة الإسلامية» استطاع أن يحتفظ بولاء الأقوام غير التركية في الدولة، وكسب جميع المسلمين إلى جانبه. وللمحافظة على ما تبقى من الأقاليم العربية بعد ضياع تونس ومصر أخذ يقرب عدداً من الشخصيات العربية كعزت باشا العابد وأبو الهدى الصيادي وغيرهم، وكون فرقة عسكرية أدخلها في حرسه الخاص، واهتم بالمقدسات الإسلامية الثلاث التي جميعها بحوزة العرب وخصص لها الأموال، وعمد إلى مصاهرتهم فزوج أميرتين من آل عثمان بشابين عربيين. وعمد إلى دعوة الزعماء والمفكرين من غير العرب ليظهر اهتمامه برعاية العلم والعلماء فقام بدعوة جمال الدين الأفغاني إلى إسطنبول، مما يذكر أن السلطان استعان بجملة من العلماء على رأسهم جمال الدين الأفغاني محاولاً التقريب بين المذاهب الإسلامية والتقرب من إيران. من الوسائل التي لجأ إليها السلطان لدعم الحركة إحياء مركز الخلافة الإسلامية لاستمالة المسلمين حول العالم من غير رعاية الدولة حوله وحرص على إقران الأسماء الدينية مثل «أمير المؤمنين» و«خادم الحرمين الشريفين». وعمد على إضافة مظاهر الزهد وممارسة الشعائر الدينية علانية وأحاط نفسه بعلماء الدين، وغيرها. وأدخل اللغة العربية على برامج الدروس في المعاهد وحاول جعلها مساوية للّغة التركية اللغة الرسمية للدولة. وكان أهم منجزاته لدعم حركة الجامعة الإسلامية مشروع خط حديد الحجاز. كانت هذه الحركة نجاحاً تأرجح بين القوة والضعف، وانتشر صداها في العالم الإسلامي والعالم العربي، وبرزت دعوات رافضة لحركة الجامعة الإسلامية كفكرة دينية في العالم العربي وتركيا وأوروبا، ففي العالم العربي برزت القومية العربية خاصة بين النصارى، ودور عبد الرحمن الكواكبي الذي هو أحد رواد الحركة الإسلامية إلا أنه رسخها بصورة مغايرة عن حركة السلطان عبد الحميد وقد أراد أن تكون الخلافة عربية وفي قريش ومركزها مكة المكرمة وإبعادها عن آل عثمان، وفي تركيا الحركة الطورانية، وأما أوروبا فقد عملت على تشويه صورة السلطان أمام رعاياها المسلمين بوصفه حاكماً استبدادياً يتسم بالظلم.

## نهاية السلطان

### واقعة 31 مارت وخلعه

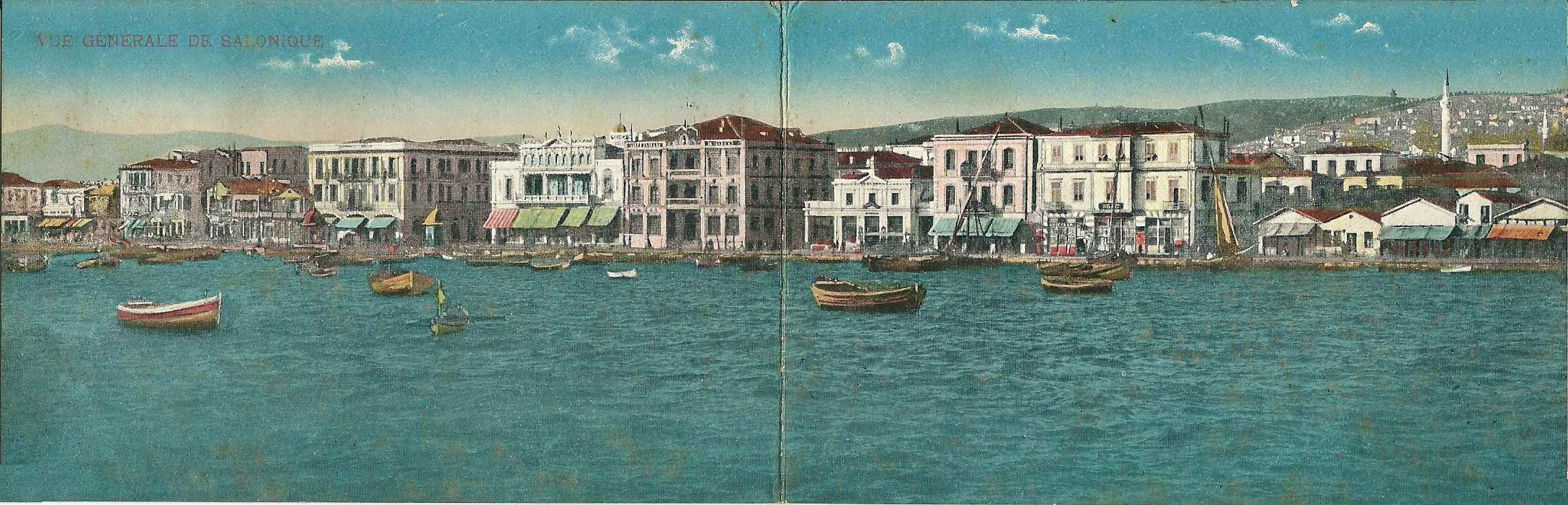
مدينة سالونيك في 1917م المدينة التي نفي إليها السلطان عبد الحميد بعد خلعه.

يرى الكثير من المؤرخين أن «واقعة 31 مارت» مدبرة بالكامل وأن أهدافها محددة من قبل الاتحاديين وبمساعدة من بريطانيا بالرغم من أن المطالب لا تدع أحداً يشك أنها كانت منهم بهدف إثارة القلاقل والفوضى. فرتبوا شعارات دينية أثناء الحوادث التي افتعلوها مثل: «الشريعة تنتهك» أو «ضُيعت الشريعة»، وألصقوا هذا كله بالمسلمين واتهموهم «بالرجعية». كانت الأسباب التي دفعت الاتحاديين إلى تدبير هذه الحوادث هي إقدامهم على خطواتٍ حساسةٍ مثل قتل «إسماعيل ماهر باشا» والصحفيين المعارضين لهم «أحمد صميم بك» وحسن فهمي بك، إضافةً لارتفاع معدلات الجريمة وتزايدها يوماً بعد يوم، وقلق الشعب بسبب هذه الزيادة، وظهور من يرغب بإعادة زمام الأمور إلى السُلطان عبد الحميد مرة أخرى، وتدخل الجيش في السياسة، وتسريح العديد من الضباط والجنود المخالفين ما أثار قلقاً واسعاً.

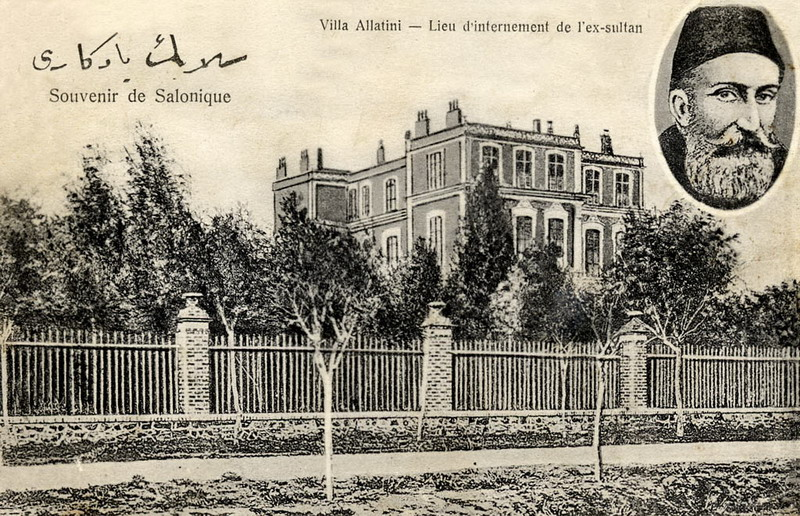
"قصر ألاتيني" حيث احتجز السُلطان وعائلته عند نفيه إلى سالونيك.

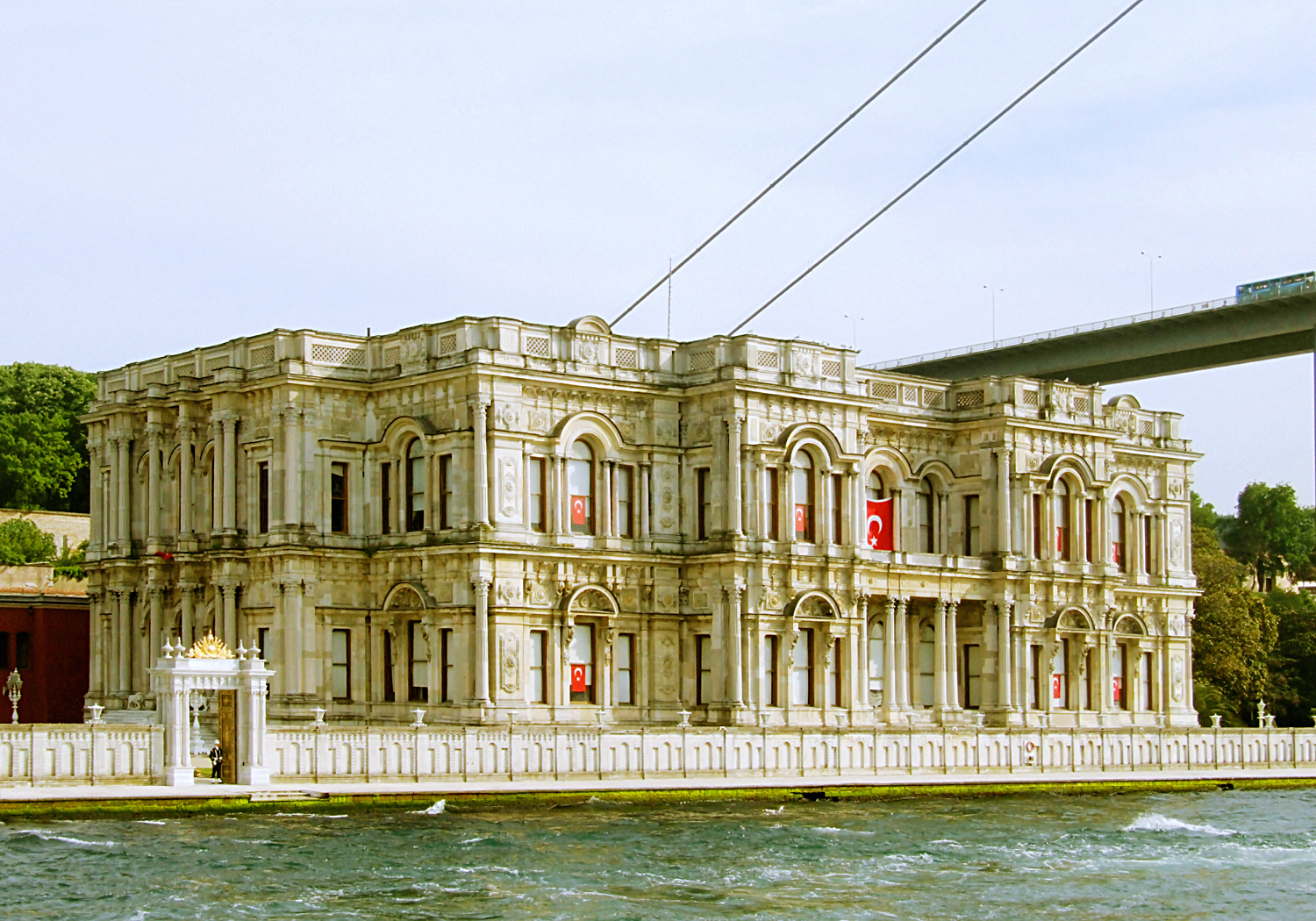
صورة حديثة لقصر بكلربكي في مدينة إسطنبول، القصر الذي نُقل إليه السلطان بعد مدينة سالونيك.

وفي هذه الأجواء انطلق جنود الجيش الثالث إلى إسطنبولء وأعلنوا التمرد، وهتفوا «نطالب بالشريعة» وذلك في غياب الضباط وبقيادة عرفاء، وطالبوا إمام جامعَي آيا صوفيا والسلطان أحمد بعزل الصدر الأعظم حسين حلمي باشا ورئيس مجلس المبعوثان «أحمد رضا بك» ونفي الاتحاديين وانضم لهم حشود من أصناف الشعب وخاصةً الحمالين. وبدا أن الهدف من هذه المؤامرة كبح جماح جمعية الاتحاد والترقي ونصرة السُلطان عبد الحميد والشريعة كما كانوا يهتفون. وقاموا بقتل وزير العدل «ناظم باشا» ظانين أنه «أحمد رضا بك» وقتلوا «الأمير شكيب أرسلان» أحد المبعوثين ظانين أنه الصحفي «حسين جاهد». قام السلطان عبد الحميد باستدعاء قائد الفرقة الثانية وأمره بإخماد التمرد لكنه رفض قائلاً إنه ينتظر الأمر من قائد الجيش. انضم في هذه الفترة إلى حركة التمرد معارضو جمعية الاتحاد والترقي وبعض علماء الدين. وساقت جمعية الاتحاد والترقي جيشاً سمي «جيش الحركة» من مدينة سالونيك إلى إسطنبول، وقيل إن هدفه الأساسي «نجدة السلطان» تحت قيادة «محمود شوكت باشا»، وطلب قائد الجيش الأول «ناظم باشا» من السُلطان التدخل لردعه، لكنه رفض قائلاً بأنهم مسلمون مثلكم، دخل «جيش الحركة» إسطنبول في 6 رجب/25 أبريل وسيطر عليها وأعلن الطوارئ وأعدم الآلاف ونهب قصر يلدز مقر السلطان. وفي اليوم التالي 7 ربيع الآخر 1327 هـ/27 أبريل 1909م دعا «محمود شوكت باشا» مجلسي النواب والأعيان لمجلس مشترك سُمي «بالمجلس الوطني المشترك» واستصدروا فتوى بخلع السلطان بالضغط على شيخ الإسلام، وقيل إنه رفض، وحصلوا على توقيع أحد العلماء الآخرين، كما قيل إنهم عرضوا على «أمين الفتوى» الحاج نوري أفندي إلا أنه رفض. واتهم عبد الحميد الثاني بعدة تهمٍ، بتدبير «واقعة 31 مارت»، وبالإسراف، وبالظلم وسفك الدماء، وبتحريق المصاحف والكتب الدينية. أنكر جلُّ المؤرخين هذه التهم الموجهة للسلطان. استدعى المجلس الصدر الأعظم «توفيق باشا» ليبلغ السلطان بقرار الخلع إلا أنه رفض، فكلفوا وفداً من أربعة أشخاص هم «عارف حكمت باشا» و«آرام الأرمني» و«أسعد طوطاني» و«قره صو عمانوئيل اليهودي»، وقرأ الوفد الفتوى على الخليفة. ونَصّبَ محمدًا الخامس أخا عبد الحميد الأصغر سلطانًا. ونُفي عبد الحميد إلى مدينة سالونيك مع مرافقيه وعائلته بالقطار، ولم يُسمح لأيٍّ منهم بأخذ حاجياته، كما صودرت كل أملاك وأموال السلطان، ونزل في قصر «ألاتيني» تحت الحراسة المشددة.

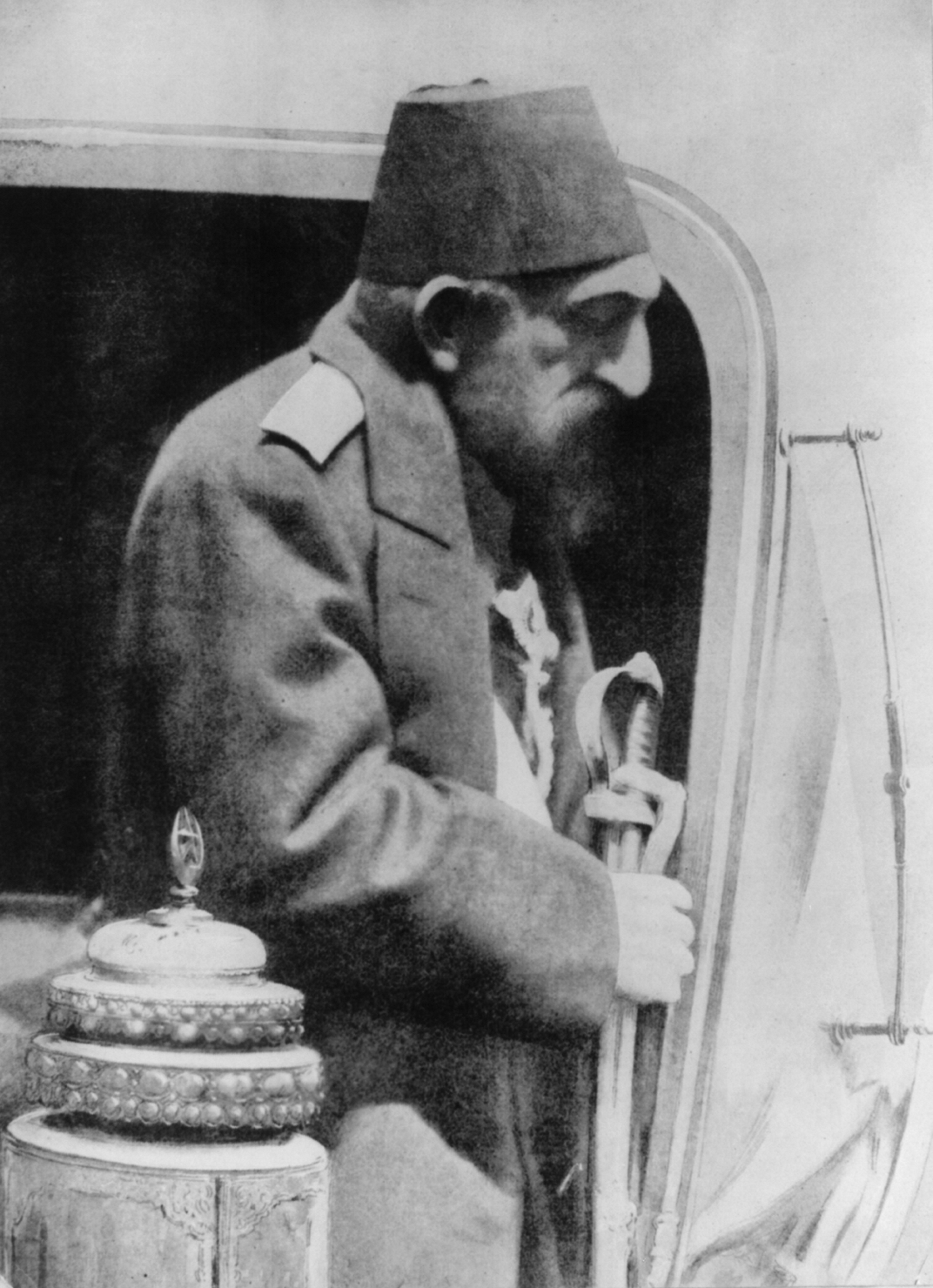
السلطان في 1908م.

تعرف السلطان عبد الحميد الثاني على شيخ الطريقة الشاذلية في الشام محمود بن محيي الدين بن مصطفى أبو الشامات عند زيارته إسطنبول عن طريق مدير القصر السلطاني «راغب رضا بك» الذي كان من مريدي الشيخ، ومن بعد ذلك اتّبع عبد الحميد الطريقة الشاذلية. وفي ديسمبر 1972م نشر الأستاذ سعيد الأفغاني في مجلة العربي العدد 169 رسالة مترجمة من اللغة العثمانية إلى اللغة العربية ذكر أنها كانت بحوزة أحفاد الشيخ محمود أبو الشامات في دمشق، وقد أرسلها السلطان إليه عندما كان منفياً في مدينة سالونيك عن طريق أحد الجنود الذي كان من مريدي أبو الشامات، الرسالة:
بسم الله الرحمن الرحيم وبه نستعين،

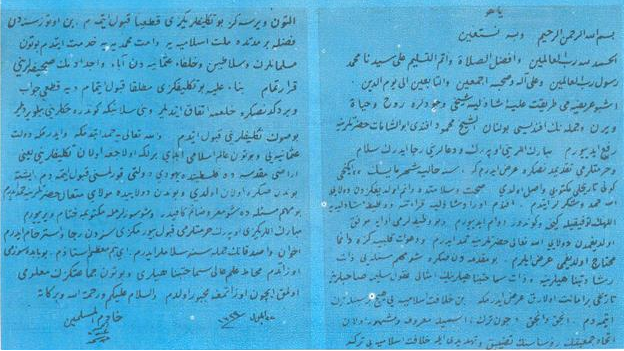
الرسالة الأصلية التي أرسلها السلطان إلى الشيخ محمود أبو الشامات.

الحمد لله رب العالمين وأفضل الصلاة وأتم التسليم على سيدنا محمد رسول رب العالمين وعلى آله وصحبه أجمعين والتابعين إلى يوم الدين.
أرفع عريضتي إلى شيخ الطريقة العلية الشاذلية، إلى مفيض الروح والحياة، إلى شيخ أهل عصره الشيخ محمود أفندي أبي الشامات، وأقبل يديه المباركتين راجياً دعواته الصالحة.
بعد تقديم احترامي أعرض أنني تلقيت كتابكم المؤرخ في 22 مايس في السنة الحالية، وحمدت المولى وشكرته أنكم بصحة وسلامة دائمتين.
سيدي
إنني بتوفيق الله تعالى مداوم على قراءة الأوراد الشاذلية ليلاً ونهاراً. وأعرض أنني ما زلت محتاجاً لدعواتكم القلبية بصورة دائمة.
بعد هذه المقدمة أعرض لرشادتكم وإلى أمثالكم أصحاب السماحة والعقول السليمة المسألة المهمة الآتية كأمانة في ذمة التاريخ:
إنني لم أتخلَّ عن الخلافة الإسلامية لسبب ما، سوى أنني ـبسبب المضايقة من رؤساء جمعية الاتحاد المعروفة باسم (جون تورك) وتهديدهم ـ اضطررت وأجبرت على ترك الخلافة.
إن هؤلاء الاتحاديين قد أصروا وأصروا علي بأن أصادق على تأسيس وطن قومي لليهود في الأرض المقدسة (فلسطين)، ورغم إصرارهم فلم أقبل بصورة قطعية هذا التكليف، وأخيرا وعدوا بتقديم (150) مائة وخمسين مليون ليرة إنكليزية ذهبا، فرفضت بصورة قطعية أيضا وأجبتهم بهذا الجواب القطعي الآتي:
«إنكم لو دفعتم ملء الدنيا ذهباً ـ فضلاً عن (150) مائة وخمسين ليرة إنكليزية ذهبا فلن أقبل بتكليفكم هذا بوجه قطعي. لقد خدمت الملّة الإسلامية والأمة المحمدية ما يزيد عن ثلاثين سنة فلم أسود صحائف المسلمين آبائي وأجدادي من السلاطين والخلفاء العثمانيين. لهذا لن أقبل بتكليفكم بوجه قطعي أيضاً.»
وبعد جوابي القطعي اتفقوا على خلعي، وأبلغوني أنهم سيبعدونني إلى سالونيك فقبلت بهذا التكليف الأخير.
هذا وحمدت المولى وأحمده أنني لم أقبل بأن ألطخ الدولة العثمانية والعالم الإسلامي بهذا العار الأبدي الناشئ عن تكليفهم بإقامة دولة يهودية في الأراضي المقدسة؛ فلسطين.. وقد كان بعد ذلك ما كان. ولذا فاني أكرر الحمد والثناء على الله المتعال. وأعتقد أن ما عرضته كافٍ في هذا الموضوع الهام، وبه أختم رسالتي هذه.
ألثم على يديكم المباركتين وأرجو وأسترحم أن تتفضلوا بقبول احترامي وسلامي إلى جميع الإخوان والأصدقاء.
يا أستاذي المعظم، لقد أطلت عليكم التحية، ولكن دفعني لهذه الإطالة أن أحيط سماحتكم علماً، وتحيط جماعتكم بذلك علماً أيضاً، والسلام عليكم ورحمة الله وبركاته.
في 22 أيلول 1329.
خادم المسلمين
عبد الحميد عبد المجيد"

### وفاته

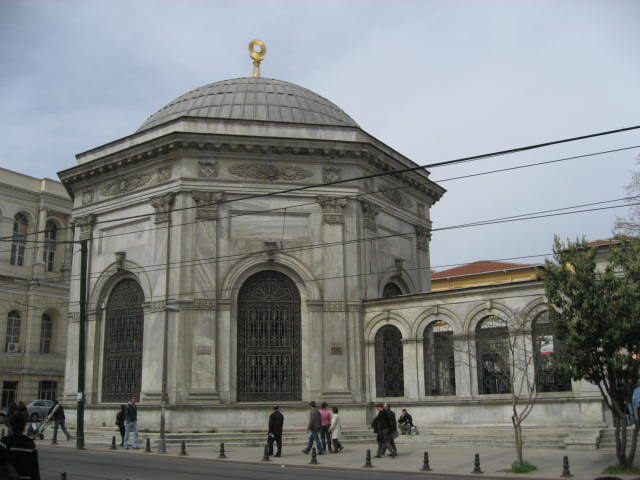
الضريح الذي دفن فيه السلطان عبد الحميد وجده السلطان محمود الثاني (1785م - 1839م) وعمه السلطان عبد العزيز الأول (1830م - 1876م).

نفي عبد الحميد إلى مدينة سالونيك وبقي هناك تحت الحراسة المشددة وفي أحوال سيئة، كان لعبد الحميد أموال مودعة في المصارف الألمانية، ضغط الاتحاديون على السلطان فترة طويلة حتى تنازل لهم عنها، إلا أنه شرط عدة شروط عليهم لأخذها وهي عودة ابنه عبد الرحيم أفندي إلى إسطنبول ليتحصل على العلم، وعودة بناته ليتزوجن، ومنح بعض العمال معه الحرية، وتخصيص قدر كافي من النقود لهُ وشراء قصر اللاتيني وغيرها من الشروط، وبقي هناك في سالونيك من 1908م وحتى اندلاع حرب البلقان الأولى عام 1912م لأن مدينة سالونيك أصبحت معرضة للخطر وبهذا قُرر نقله إلى العاصمة إسطنبول وقد خصصت لهُ السفارة الألمانية باخرتها، ووصل إليها في 1 نوفمبر 1912م واستقر في قصر بكلربكي. ثم تدهورت صحة عبد الحميد وأصبح يشكو من الإرهاق ومن مشاكل في الجهاز الهضمي.
وفي 9 فبراير 1918م شعر بألم في جسمه بعد أن نهض من مائدة الطعام، وكان طبيبه الخاص قد حصل على أذن، فقام أحد من كانوا معه وهو «راسم بك» باستدعاء طبيب أخيه الأصغر محمد وحيد الدين الذي أصبح سلطاناً لاحقاً، وعندما فحصه أبلغهم بأن مرضه بوادر سل خطير، فابلغ راسم بك السلطان محمد الخامس، وفحصه الدكتور «عاطف بك» وتوصل لنفس الأمر، واستدعوا طبيبًا مشهور وهو «نشأت عمر بك» ليفحصه وعند الصباح التالي أصر على الاستحمام على غير رغبة الطبيب وعند خروجه منه بدأ يتصبب عرقًا، وأرسل أخوه السلطان محمد رشاد الأطباء ودخلوا عليه وقالوا أنه من الممكن أن هذا نتيجة الإفراط في الطعام في الليلة السابقة. واستدعي ابنه محمد سليم أفندي وأحمد أفندي وقبل دخولهم عليه توفي وكان ذلك في 10 فبراير 1918م يوم الأحد ودفن في مدينة إسطنبول.
ورثاه الشاعر العراقي جميل صدقي الزهاوي، بقصيدة عن العهد الحميدي قال فيها:
وكذلك رثاهُ الشاعر أحمد شوقي قائلًا عنه في بعض قصيدته التي رثا بها الخلافة الإسلامية:

## الإصلاحات

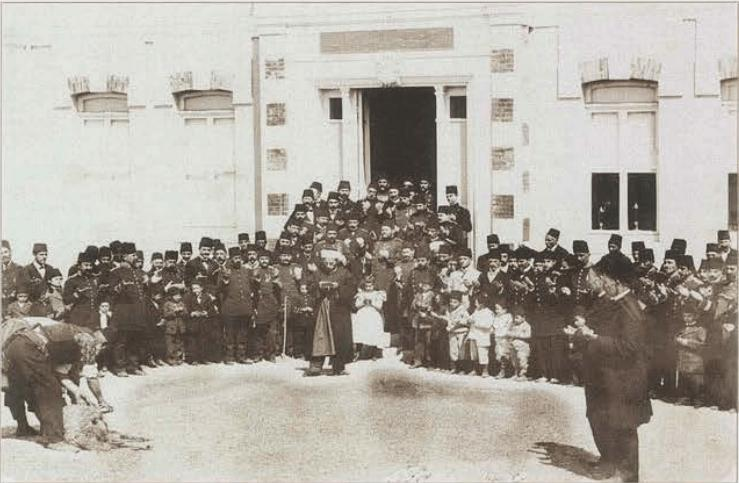
افتتاح مستشفى الأطفال في 5 يونيو 1899م.

بلغت الدولة العثمانية الذروة في عهد أفولها خلال عهد السلطان عبد الحميد الثاني في مجال الإصلاحات الداخلية، تشمل النهوض بالزراعة، وتحديث الصناعة ونتشيط التجارة، وإصلاح القضاء، والتعليم المدني والعسكري والفني، والاهتمام بالسلك الصحي، والمواصلات الحديدية والبحرية والبرقية والبريدية. عندما تولى عبد الحميد الخلافة كانت الديون العثمانية قد بلغت 2,528,010,885 ليرة عثمانية فاستطاع تخفيضها إلى 106,437,234 ليرة عثمانية وذلك باستقدام خبراء ماليين أوربيين. من أهم إصلاحات عبد الحميد هي الإصلاحات العسكرية وذلك عندما بدأ التقارب العثماني-الألماني، فاستقدم جنرالات ألمان لتدريب الجيش العثماني منهم: فون دركولج، وفون هوفز، وكامب هوفز. وأرسلت بعثات عسكرية، واستقدمت الأسلحة من هناك. وبنى من ماله الخاص مستشفى الأطفال في حي شيشلي في مدينة إسطنبول وداراً للعجزه. وافتتح مركز البريد العام ودار النفوس العامة، والغرف التجارية والزراعية والصناعية، وافتتاح معمل للخرف، وجرى توسيع معمل الطرابيش، وقام بمد أنابيب المياه «مياه الحميدية» التي لا تزال موجودة وأصبحت تابعة لأمانة مدينة إسطنبول. بدأت مرحلة الإصلاحات القضائية في عهد عبد الحميد الثاني بافتتاح «مدرسة الحقوق السُلطانية» في 1295 هـ/1878م، وكان المتخرجون يعيَّنون في المحاكم النظامية، وأعاد تنظيم وزارة العدل، فأصبحت تشرف على القضاءين المدني والجنائي، وظلت المحاكم الشرعية تابعة لشيخ الإسلام. ووضع برنامجاً للإصلاح القضائي، وطلب السُلطان من وزارة العدل اتخاذ الإجراءات لوضع قوانين تشمل عمل المحاكم المدنية وتحديد اختصاصاتها، وإعداد لوائح لتنفيذ الأحكام القضائية، وتعيين مفتشين قضائيين لكل ولاية، ومدعين عامين في محاكم الاستئناف في الولايات والفصل بينها وبين المحاكم الابتدائية. وأنشأت محكمة التمييز، والمحاكم النظامية والتجارية خاصة في الولايات ذات النشاط التجاري الكثيف، وأُصدرت قوانين تنفيذية تتعلق بالقضاء.

### المواصلات
لم يكن للدولة العثمانية شبكة من الخطوط الحديدية تناسب مركزها كدولة كبرى، وكانت قد بدأت بإدخالها في (1268 هـ/1852م) بمد 452 كيلو متر في عهد السلطان عبد المجيد الأول كلها في قارة أوروبا. وفي (1278 هـ/1861م) وُقع عقد مع شركة فرنسية-بلجيكية لمد خطوط في أراضي الدولة إلا أنها توقفت بعد خسارة فرنسا أمام ألمانيا في عامي 1870م - 1871م.
وفي عهد السلطان عبد الحميد وصل أول قطار يربط المدن الأوروبية ببعضها وانطلق من مدينة فيينا إلى مدينة إسطنبول العاصمة وهو «قطار الشرق السريع» في 1305 هـ/1888م. أبدى السلطان اهتماماً بالغاً بتوسيع إنشاء شبكة من الخطوط الحديدية بهدف ربط أجزاء الدولة المترامية الأطراف، واستخدامها عسكرياً، حتى أن طول الخطوط الحديدية في عهده بلغ 5883 كيلو متر بين (1325 هـ - 1326 هـ/1907م - 1908م)، وكان أهم إنجاز في عهده هو سكة حديد الحجاز الذي بدأ إنشاءه في عام 1900م ويصل بين مدينة دمشق في الشام حتى المدينة المنورة في الحجاز، وكان لهذا المشروع عدة أهداف أولها خدمة الحجاج المسلمين، والأهداف الأخرى تتنوع بين عسكرية وسياسية، ونشر السلطان بين المسلمين في أرجاء الأرض بياناً يناشدهم فيه بالمساهمة وبالتبرع حتى أصبحت هذه التبرعات التي جُمعت هي ثلث نفقات وتكاليف المشروع. وتم الانتهاء منه في أغسطس 1908م وكان هذا الشهر الذي وصل فيه أول قطار إلى المدينة المنورة. وكان من المقرر أن تصل الخطوط حتى مدينة مكة المكرمة إلا أنها توقفت بسبب أن شريف مكة حسين بن علي الهاشمي قام بعرقلة المشروع خوفاً على سلطانه. وعند قيام الثورة العربية الكبرى قام الثوار بتخريب السكة بقيادة ابنه فيصل بن الحسين بن علي وبمعاونة الاستخبارات البريطانية، ولا زالت السكة معطلة.
يُذكر أن من المشاريع الكبيرة التي لم تكتمل هو مشروع مد خط سكة حديد في اليمن إلا أن السلطان قد خلع قبل تنفيذ المشروع.

### التعليم

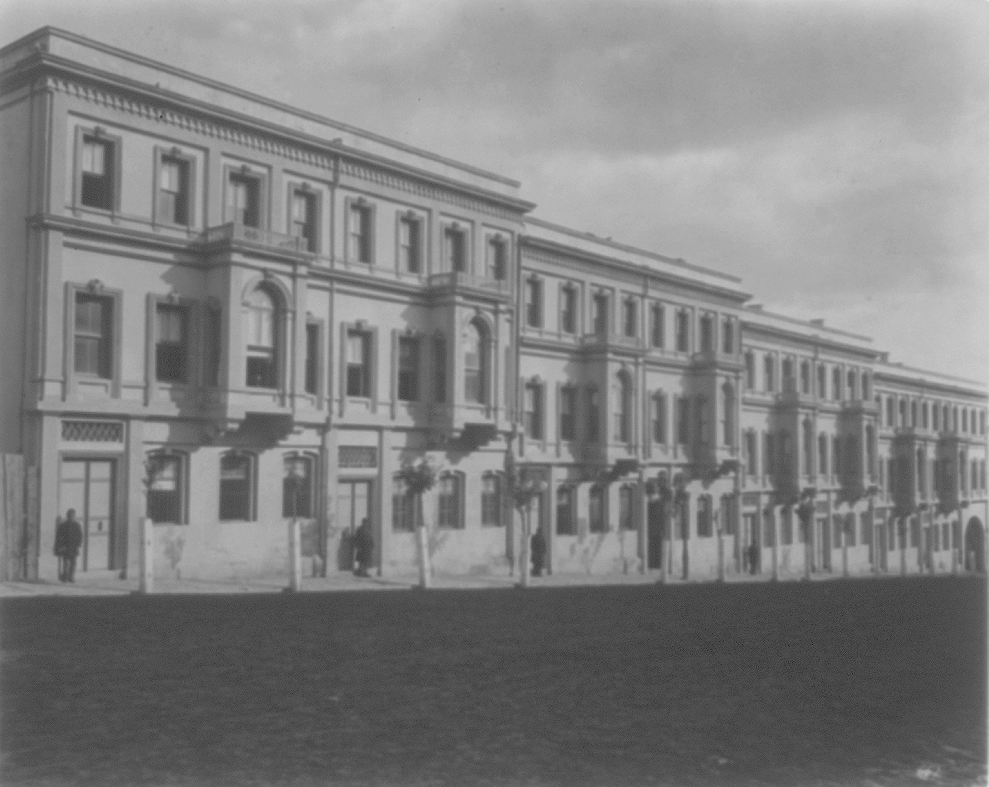
مدرسة العشائر السلطانية، أنشئت في سنة 1892 على يد السلطان عبد الحميد الثاني وأغلقت في سنة 1907.

إن عبد الحميد الثاني أبرز السلاطين الذين تطور التعليم في عهدهم، أنشأ المدارس المتوسطة والعليا والمعاهد الفنية لتخريج الشباب العثماني. واهتم اهتمامًا بالغًا بالمدرسة التي أنشأت عام 1859م على عهد السلطان عبد المجيد الأول، فأعاد تنظيمها وفق خطة علمية، وتحديثها بمناهج دراسية جديدة، وفتح أبوابها للطلاب القائمين في العاصمة، والوافدين من مختلف الأقاليم العثمانية. وأنشأ السلطان بدءًا من عام 1878م، المدرسة السلطانية للشؤون المالية، ومدرسة الحقوق التي تخرج القضاة وتخرج الطلاب للوظائف الإدارية، ومدرسة الفنون الجميلة، ومدرسة التجارة، ومدرسة الهندسة المدنية، ومدرسة الطب البيطري، ومدرسة الشرطة، ومدرسة الجمارك، كما أنشأ مدرسة طب جديدة في عام 1898م، ومدرسة الزراعة، ومدرسة التجارة البحرية، ومدرسة اللغات، ومدرسة الأحراج والمعادن، ومدرسة المعوقين، ودار المعلمات ومدرسة الفنون النسائية. وافتتح متحفي الآثار القديمة والمتحف العسكري، ومكتبتي يلدز وبايزيد، وثانوية حيدر باشا.

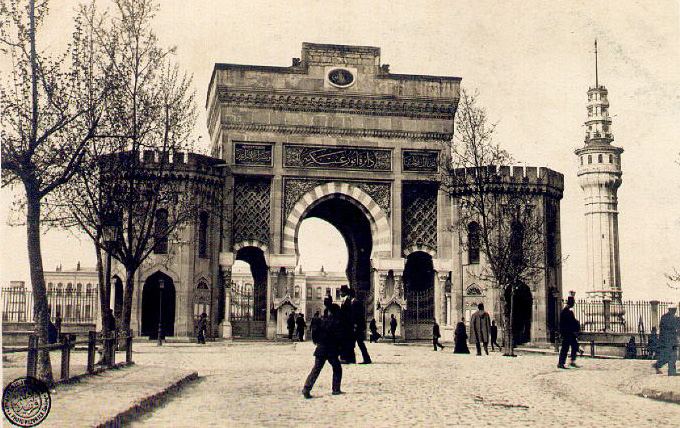
مدخل جامعة إسطنبول سنة 1900.

وقام السلطان عبد الحميد الثاني بتطوير «مدرسة إستانبول الكبرى»، التي أنشئت في عهد السلطان محمد الفاتح، وأصبحت جامعة إسطنبول، وضمّت، في أول أمرها، أربع كليّات هي: العلوم الدينية، والعلوم الرياضية، والعلوم الطبيعية، والعلوم الأدبية، وعُدّت مدرستا الحقوق والطب كليتين ملحقتين بالجامعة. وتطلبت المدارس الملكية، أو المدنية، بدورها إنشاء عدد من دور المعلمين لتخريج معلمين أكفاء يتولون التدريس فيها، وكانت أول دار للمعلمين في الدولة أنشئت، في عام 1848م، على عهد السلطان عبد المجيد الأول، وأضحى عددها في عام 1908م، ثمان وثلاثين دارًا منتشرة في العاصمة وحواضر الولايات والسنجقيات، وأنشأ السلطان عددًا كبيرًا من المدارس الرشدية التي كانت بمثابة مدارس متوسطة.

## حياته الشخصية

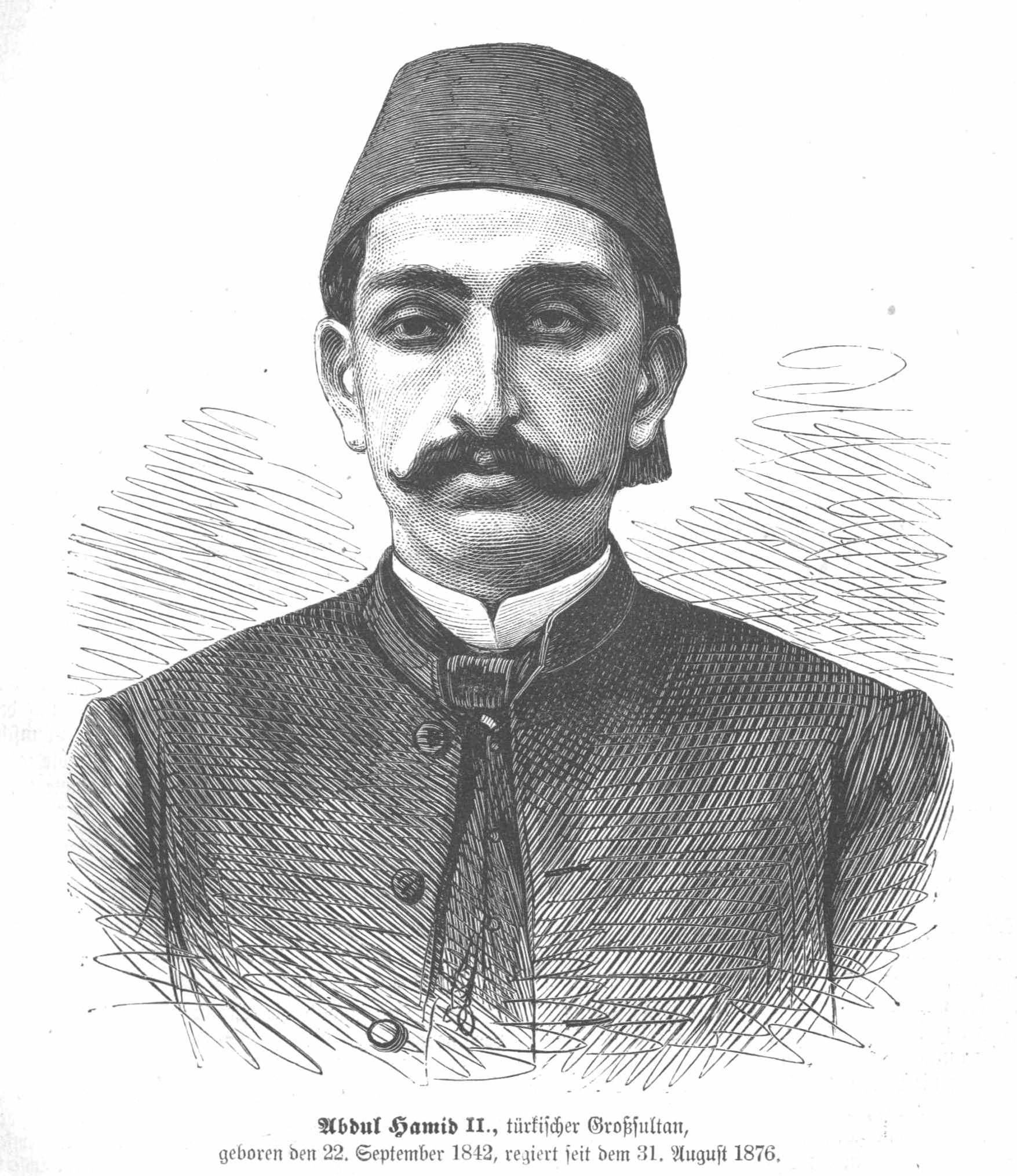
عبد الحميد بعد توليه الحكم بعامين 1878م.

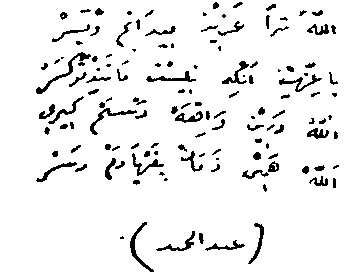
عينة من شعر السلطان عبد الحميد باللغة الفارسية وترجمته هي:
«يَا إلهي أني أعرف أنكَ العزيزُ..وَليسَ أحدٌ سواكَ
إنك الواحدُ وليسَ سواكَ
يَا إلهي خُذ بيدي في هذهِ المحنةِ
يَا إلهي كُن عوني في هذهِ الساعة الحاسمة».

### أسرته

#### زوجاته
تزوج السلطان مثل أغلب أسلافه من الجواري وزوجاته هن:
1. نازك إدا.[112]
2. بدر فلك تم دفنها في إسطنبول بعد نفي أسرة آل عثمان.[112]
3. نور أفسون الزوجة الثالثة. طلقها السلطان وزوجها من الأثوابجي الثاني صفوت بك، وتوفيت وهي على ذمته.[112]
4. بيدار. تم دفنها في إسطنبول بعد نفي أسرة آل عثمان.[112]
5. دلبسند.[112]
6. مزيدة.[112]
7. نور أمثال أو أمثال نور. تم دفنها في إسطنبول بعد نفي أسرة آل عثمان.[112]
8. مشفقة. توفت عام 1961 ودفنت في مقبرة يحيى أفندي إسطنبول.[112]
9. سازكار. تم دفنها في الشام بعد نفي أسرة آل عثمان.[112]
10. بيوسته. تم دفنها في باريس بعد نفي أسرة آل عثمان.[112]
11. فاطمة بسند. تم دفنها في إسطنبول بعد نفي أسرة آل عثمان.[112]
12. بهيجة. عاشت في نابولي في إيطاليا، وتوفت عام 1969 ودفنت في مقبرة يحيى أفندي.[112]
13. صالحة ناجية. توفيت قبل صدور قرار نفي آل عثمان بشهر واحد، وتم دفنها في ضريح السلطان محمود في 4 فبراير 1924.[112]

#### أولاده

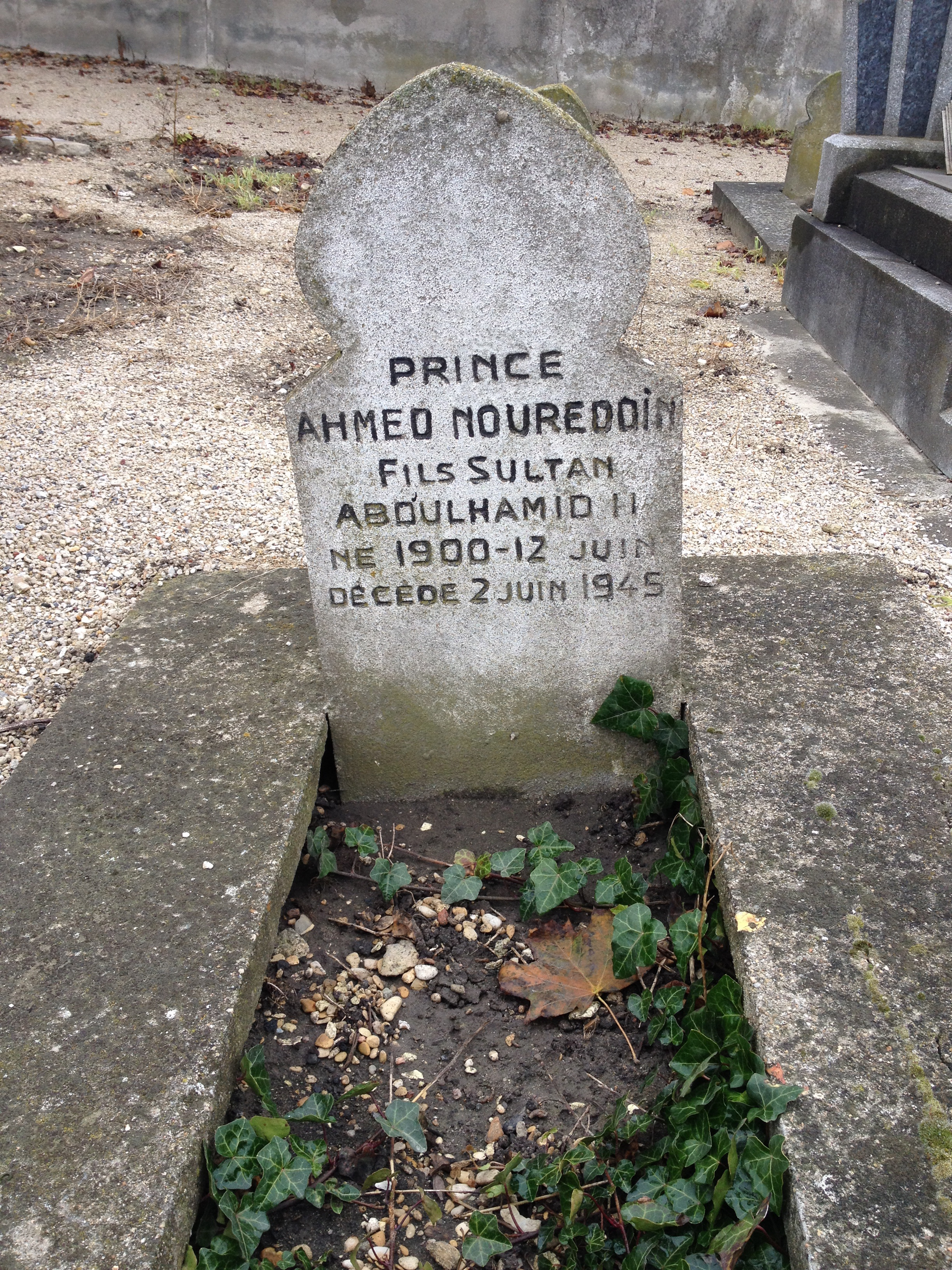
قبر الأمير أحمد نور الدين (1900-1945)

للسلطان عبد الحميد سبعة عشر ولدًا، ثمانية ذكور، وتسعة إناث، هم:
1. الأميرة علوية ولدت في إسطنبول في قصر دولمة باهجة عام 1868م، وتوفيت عام 1875م عقب حادثة اشتعال النيران في جسدها.[113]
2. محمد سليم أفندي ولد في إسطنبول في قصر دولمة باهجة عام 1870م، وتوفي عام 1937م في جونيه بيروت ودفن في الشام في ضريح جامع السلطان سليم.[113]
3. الأميرة زكية ولدت في إسطنبول في قصر دولمة باهجة عام 1872م، وتوفيت عام 1950م في مدينة بو الفرنسية ومكان دفنها ليس معلوماً.[113]
4. الأميرة نعيمة ولدت في إسطنبول في قصر دولمة باهجة عام 1876م، غادرت ديارها إلى مدينة تيران في ألبانيا، توفيت في تاريخ غير معلوم أثناء الحرب العالمية الثانية، تزوجت مرتين وماتت أرملة.[113]
5. محمد عبد القادر أفندي ولد في إسطنبول في قصر يلدز عام 1878م، غادر دياره إلى بلغاريا، طلق زوجتين وبعد خلع والده حظي من زوجته الثالثة (مهربان) بمولود أسماه أورخان، وتوفي هناك من الرعب أثناء غارة جوية أثناء الحرب العالمية الثانية ودفن هناك.[113]
6. أحمد نوري أفندي ولد في إسطنبول في قصر يلدز عام 1878م، غادر تركيا إلى فرنسا وتوفي ودفن هناك بعد أن عانى من الضيق والعوز.[114]
7. الأميرة نائلة ولدت في إسطنبول في قصر يلدز عام 1884م، غادرت ديارها إلى بيروت وتوفيت عام 1957م.[115]
8. محمد برهان الدين أفندي ولد في إسطنبول في قصر يلدز عام 1885م خرج في رحلة إلى أوروبا وعندما أُعلنت الجمهورية التركية حال ذلك دون عودته، توفي في نيويورك ودفن في ضريح السلطان سليم.[115]
9. الأميرة شادية ولدت في إسطنبول في قصر يلدز عام 1886م، توفيت عام 1977م ودفنت في ضريح السلطان محمود.[115]
10. الأميرة عائشة ولدت في إسطنبول في قصر يلدز عام 1887م، تزوجت بفخري بك عام 1910م ثم بأحمد نامي ثم طُلقت منه وتزوجت بأحمد علي بك وغادرت معه إلى فرنسا ثم ترملت منه عام 1937م توفيت في 10 أغسطس 1960م ودفنت في مقبرة يحيى أفندي بإسطنبول.[116]
11. الأميرة رفيعة ولدت في إسطنبول في قصر يلدز عام 1891م، توفيت عام 1938م في بيروت ودفنت في ضريح جامع السلطان سليم.[116]
12. عبد الرحيم خيري أفندي ولد في إسطنبول في قصر يلدز عام 1894م، مات في باريس في 20 يناير 1952م ودفن في مقبرة المسلمين.[116]
13. الأميرة خديجة ولدت في إسطنبول في قصر يلدز عام 1897م، توفيت قبل أن تكمل عاماً ودفنت في مقبرة يحي أفندي. وقد أقيم مستشفى الأطفال (مستشفى شيشلي للأطفال حالياً) تخليداً لذكراها.[117]
14. الأمير أحمد نور الدين توأم الأمير محمد بدر الدين ولد في إسطنبول في قصر يلدز عام 1901م، توفي مريضاً في باريس عام 1945م ودفن في مقبرة المسلمين.[117]
15. الأمير محمد بدر الدين توأم الأمير أحمد نور الدين ولد في إسطنبول في قصر يلدز عام 1901م، توفي نتيجة مرض أصابه 1903م.[117]
16. الأمير محمد عابد أفندي ولد في إسطنبول في قصر يلدز عام 1905م، توفي بيروت عام 1972م ودفن في ضريح جامع السلطان سليم بدمشق.[117]
17. الأميرة سامية آخر أنجال السلطان، توفيت وهي طفلة صغيرة دفنت في مقبرة يحيى أفندي.[117]

## قالوا عنه
- أرنولد توينبي:

(إن السلطان عبد الحميد كان يهدف من سياسته الإسلامية، تجميع مسلمي العالم تحت راية واحدة، وهذا لا يعني إلا هجمة مضادة، يقوم بها المسلمون ضد هجمة العالم الغربي التي استهدفت عالم المسلمين).
- الكاتب التركي آت صز:

(عبد الحميد الثاني، واحد من أعظم الشخصيات المفترى عليها في التاريخ).
- سعيد الأفغاني:

(رحم الله عبد الحميد. لم يكن في مستواه وزراء، ولا أعوان ولا شعب. لقد سبق زمنه. وكان في كفايته ودرايته وسياسته وبعد نظره، بحيث استطاع وحده بدهائه وتصرفه مع الدول، تأجيل انقراض الدولة ثلث قرن من الزمان . ولو وجد الأعوان الأكفياء والأمة التي تفهم عنه لترك للدولة بناء من الطراز الأول).
- رضا توفيق:

(أيها السلطان العظيم، لقد افترينا عليك دون حياء).

### هوامش
1. ↑  مذكراتي السياسية. ص. 38.
2. ↑  https://www.aa.com.tr/ar/التقارير/عبد-الحميد-الثاني-إطلالة-على-أحد-أهم-سلاطين-الدولة-العثمانية-بروفايل/1388850 نسخة محفوظة 2020-04-20 على موقع واي باك مشين.
3. ↑  Türkiye Diyanet Vakfı (Unknown), Türkiye Diyanet Vakfı İslâm Ansiklopedisi (بالتركية), Ankara: Türkiye Diyanet Vakfı, QID:Q21527102 {{استشهاد}}: تحقق من التاريخ في: |publication-date= (help)
4. 1 2 3 4 5 6 7   https://islamansiklopedisi.org.tr/abdulhamid-ii. {{استشهاد ويب}}: |url= بحاجة لعنوان (مساعدة) والوسيط |title= غير موجود أو فارغ (من ويكي بيانات) (مساعدة)
5. 1 2 3 4   https://ttk.gov.tr/osmanli-padisahlari/. {{استشهاد ويب}}: |url= بحاجة لعنوان (مساعدة) والوسيط |title= غير موجود أو فارغ (من ويكي بيانات) (مساعدة)
6. ↑  "Sultan II. Abdülhamid Han". Republic of Turkey Ministry of Culture and Tourism. مؤرشف من الأصل في 2016-03-06. اطلع عليه بتاريخ 2009-02-06.
7. ↑  "Abdulhamid II | Biography, History, & Facts". Encyclopedia Britannica (بالإنجليزية). Archived from the original on 2021-01-26. Retrieved 2021-02-12.
8. ↑  "עניין היהודים", (יומני הרצל). הוצאת מוסד ביאליק. p. 332. את הדברים אמר הסולטאן לשליחו של הרצל (נוולינסקי) ב-19 ביוני 1896. מקור - "עניין היהודים", (יומני הרצל) - הוצאת מוסד ביאליק, כרך א' עמוד 332. הרצל עצמו נפגש עם הסולטאן רק ב-17 במאי 1901, ללא הישגים נוספים".
9. 1 2  Hoiberg، Dale H.، المحرر (2010). "Abdulhamid II". Encyclopedia Britannica (ط. 15th). Chicago, IL: Encyclopedia Britannica Inc. ج. I: A-ak Bayes. ص. 22. ISBN:978-1-59339-837-8.
10. ↑  Freely, John – Inside the Seraglio, published 1999, Chapter 15: On the Shores of the Bosphorus
11. ↑  كوندوز. ص. 426.
12. 1 2 3  كوندوز. ص. 427.
13. ↑  منال المغربي. السلطان عبد الحميد الثاني في الميزان، موقع قصة الإسلام. مؤرشف من الأصل في 24 يوليو 2016. اطلع عليه بتاريخ 11 ذي القعدة 1436 هـ. {{استشهاد بكتاب}}: تحقق من التاريخ في: |تاريخ الوصول= (مساعدة)
14. ↑  السلطان عبد الحميد الثاني والتصوف ، د.جمال الدين فالح الكيلاني ، مجلة كلية الآداب بالجامعة الاسلامية في باكستان ، 2011
15. ↑  "Sultan Abdülaziz - Avrupa Seyahati". blog.milliyet.com.tr. مؤرشف من الأصل في 2019-04-03.
16. 1 2  الأميرة عائشة. ص. 87.
17. ↑  Roy, Gilles; Abdul-Hamid, le sultan rouge; 1936
18. ↑  Chambers Biographical Dictionary, ISBN 0-550-18022-2, p. 3
19. ↑  محمد فريد بك. ص. 587.
20. 1 2  طقّوش. ص. 423-424.
21. ↑  The Encyclopædia Britannica, Vol.7, Edited by Hugh Chisholm, (1911), 3; Constantinople, the capital of the Turkish Empire
22. ↑  Britannica, Istanbul:When the Republic of Turkey was founded in 1923, the capital was moved to Ankara, and Constantinople was officially renamed Istanbul in 1930. نسخة محفوظة 18 ديسمبر 2007 على موقع واي باك مشين.
23. ↑  كوندوز. ص. 427-428-429.
24. ↑  محمد فريد بك. ص. 601.
25. 1 2 3  "عهد الخليفة عبد الحميد الثاني". موقع قصة الإسلام. تاريخ التحرير: الثلاثاء، 06 نيسان/أبريل 2010. مؤرشف من الأصل في 2 يناير 2018. اطلع عليه بتاريخ 2 يناير 2018. {{استشهاد ويب}}: تحقق من التاريخ في: |تاريخ= (مساعدة)
26. ↑  بول دومون. تاريخ الدولة العثمانية، بإشراف روبير مانتران: الجزء الثاني، الفصل الثاني عشر، فترة التنظيمات. ص. 151.
27. ↑  شاكر. ص. 191-192.
28. ↑  Albertini، Luigi (1952). The Origins of the War of 1914, Volume I. Oxford University Press. ص. 20.
29. ↑  شاكر. ص. 193.
30. 1 2 3  كوندوز. ص. 429.
31. ↑  حرب. ص. 31.
32. ↑  أوزتونا. ص. 119.
33. ↑  أوزتونا. ص. 120.
34. ↑  
Enver Ziya. Osmanlı Tarihi، Karal. ص. c. VII s.366.
35. ↑  
Ferhat Ünlü. Darbeler ve sıkıyönetimler gizli servisi de vurdu (بالتركية). Archived from the original on 2008-11-22. Retrieved 2007-08-10.
36. ↑  مذكراتي السياسية. ص. 46.
37. ↑  مذكراتي السياسية. ص. 62.
38. ↑  شاكر. ص. 193-194.
39. ↑  الصلابي. ص. 27-28.
40. ↑  شاكر. ص. 193 إلى 197.
41. ↑  ياغي. ص. 194 إلى 197.
42. ↑  طقّوش. ص. 446-450.
43. ↑  شاكر. ص. 197-198.
44. ↑  أوزتونا. ص. 133-134-135-136-137.
45. ↑  أوزتونا. ص. 137-138-139.
46. ↑  كوندوز. ص. 430.
47. ↑  أوزتونا. ص. 160-161-162.
48. 1 2 3  كوندوز. ص. 431.
49. ↑  أوزتونا. ص. 162-163-164.
50. ↑  أوزتونا. ص. 164-165.
51. ↑  أوزتونا. ص. 166 إلى 177.
52. 1 2  كوندوز. ص. 432.
53. ↑  طقّوش. ص. 506 إلى 515.
54. ↑  أوزتونا. ص. 177-178.
55. ↑  أوزتونا. ص. 132-133.
56. ↑  Curios Information about Armenia – Armenia نسخة محفوظة 03 مارس 2016 على موقع واي باك مشين.
57. ↑  Balakian، Peter (2003). The Burning Tigris: The Armenian Genocide and America's Response. New York: HarperCollins. ص. 44, 50–51. ISBN:0-0605-5870-9. مؤرشف من الأصل في 2021-02-26.
58. ↑  
armenian national institute (مؤرشف على:archive. is). Hamidian (Armenian) Massacre (بالإنكليزية). Archived from the original on 28 أغسطس 2019. Retrieved 11 ذي القعدة 1436 هـ. {{استشهاد بكتاب}}: تحقق من التاريخ في: |تاريخ الوصول= (help)صيانة الاستشهاد: لغة غير مدعومة (link)
59. ↑  de Courtois، S (2004). The forgotten genocide: eastern Christians, the last Arameans. Gorgias Press LLC. ص. 99. ISBN:978-1593330774. مؤرشف من الأصل في 17 أبريل 2016. اطلع عليه بتاريخ أغسطس 2020. {{استشهاد بكتاب}}: تحقق من التاريخ في: |تاريخ الوصول= (مساعدة)
60. ↑  طقّوش. ص. 466-467.
61. ↑  طقّوش. ص. 467.
62. ↑  موفق. ص. 216.
63. 1 2  طقّوش. ص. 468.
64. ↑  موفق. ص. 217.
65. ↑  طقّوش. ص. 468-469.
66. ↑  طقّوش. ص. 469.
67. ↑  طقّوش. ص. 469-470.
68. ↑  طقّوش. ص. 470-471.
69. ↑  طقّوش. ص. 472-473.
70. ↑  طقّوش. ص. 474-475.
71. ↑  طقّوش. ص. 475-476.
72. ↑  ياغي. ص. 197 إلى 203.
73. ↑  طقّوش. ص. 482 إلى 493.
74. ↑  محمد علي أورخان. السلطان عبد الحميد: حياته وأحداث عهده. نسخة إلكترونية. ص. 190-191.
75. 1 2  أوزتونا. ص. 183.
76. ↑  كوندوز. ص. 457.
77. ↑  كوندوز. ص. 457-458.
78. ↑  كوندوز. ص. 458-459.
79. ↑  أوزتونا. ص. 182.
80. ↑  كوندوز. ص. 459-460.
81. ↑  شاكر. ص. 206.
82. ↑  كوندوز. ص. 460+462.
83. ↑  أوزتونا. ص. 184-185.
84. ↑  شاكر. ص. 207-208.
85. 1 2  موفق. ص. 12.
86. ↑  سعيد الأفغاني. مجلة العربي الكويتية، العدد رقم 169، 1 ديسمبر 1972، بعنوان: سبب خلع السُلطان عبد الحميد. موقع أرشيف المجلات (مؤرشف على:web.archive.org). مؤرشف من الأصل في 19 مارس 2020. اطلع عليه بتاريخ 11 ذي القعدة 1436 هـ. {{استشهاد بكتاب}}: تحقق من التاريخ في: |تاريخ الوصول= (مساعدة)صيانة الاستشهاد: BOT: original URL status unknown (link)
87. ↑  الأميرة عائشة. ص. 255.
88. ↑  الأميرة عائشة. ص. 278.
89. ↑  الأميرة عائشة. ص. 307-308.
90. ↑  الأميرة عائشة. ص. 346-351.
91. ↑  موفق. ص. 14.
92. ↑  "رثاء الخلافة - ويكي مصدر". ar.wikisource.org. مؤرشف من الأصل في 2012-12-28. اطلع عليه بتاريخ 2018-12-29.
93. ↑  رثاء الخلافة الإسلامية - موقع أدب - موسوعة الشعر العربي نسخة محفوظة 14 أكتوبر 2017 على موقع واي باك مشين.
94. ↑  طقّوش. ص. 520.
95. ↑  مذكراتي السياسية. ص. 11-12.
96. ↑  طقّوش. ص. 464-465.
97. ↑  مذكراتي السياسية. ص. 14.
98. ↑  موقع «الجريدة». التميمي لـ الجريدة•: «فابي» تمتلك علامات متميزة كـ«elvin» و«الحميدية» (مؤرشف على: archive.is). مؤرشف من الأصل في 31 أغسطس 2021. اطلع عليه بتاريخ 11 ذي القعدة 1436 هـ. {{استشهاد بكتاب}}: تحقق من التاريخ في: |تاريخ الوصول= (مساعدة)صيانة الاستشهاد: BOT: original URL status unknown (link)
99. ↑  مذكراتي السياسية. ص. 13-14.
100. ↑  طقّوش. ص. 522-523.
101. ↑  
طقّوش. ص. 524-525.
102. ↑  موفق. ص. 113-114.
103. ↑  موقع ترك برس، مصطفى الستيتي. قبل 100 عام مشروع لسكّة قطار في اليمن العثماني (مؤرشف على: archive.is). مؤرشف من الأصل في 27 فبراير 2017. اطلع عليه بتاريخ 11 ذي القعدة 1436 هـ. {{استشهاد بكتاب}}: تحقق من التاريخ في: |تاريخ الوصول= (مساعدة)صيانة الاستشهاد: BOT: original URL status unknown (link)
104. ↑  Ufuk Gülsoy, "Yemen Demiryolu projesi", Tarih ve Medeniyet, Sayı: 41, Ağustos 1997, s. 44-49.
105. ↑  George Walter Gawrych (2006). The Crescent and the Eagle: Ottoman Rule, Islam and the Albanians, 1874-1913. I.B.Tauris. ص. p.95. ISBN:1845112873. {{استشهاد بكتاب}}: |صفحة= يحوي نصًّا زائدًا (مساعدة)
106. ↑  طقّوش. ص. 520-521.
107. ↑  مذكراتي السياسية. ص. 13.
108. ↑  
Deniz Müzesi (1996). Hayat Tarih Mecmuası (بالتركية). p. 42-49.
109. ↑  Joel S. Migdal (2004). Boundaries and Belonging: States and Societies in the Struggle to Shape Identities and Local Practices. Cambridge University Press. ص. p.46. ISBN:0521835666. {{استشهاد بكتاب}}: |صفحة= يحوي نصًّا زائدًا (مساعدة)
110. ↑  طقّوش. ص. 521.
111. ↑  Armağan, Mustafa. "Abdülhamid hakkında yanlış bildiğimiz 10 şey" (بالتركية). Archived from the original on 2009-12-20. Retrieved 2010-04-29.
112. 1 2 3 4 5 6 7 8 9 10 11 12 13  الأميرة عائشة. ص. ص380.
113. 1 2 3 4 5  الأميرة عائشة. ص. ص382.
114. ↑  الأميرة عائشة. ص. ص383.
115. 1 2 3  الأميرة عائشة. ص. ص384.
116. 1 2 3  الأميرة عائشة. ص. ص385.
117. 1 2 3 4 5  الأميرة عائشة. ص. ص386.
118. ↑  السلطان عبد الحميد الثاني آخر السلاطين الكبار ، محمد حرب، دار القلم، دمشق، الطبعة الأولى، 1410هـ/1990م

### طالع أيضًا
- علي محمد الصلابي. كتاب الدولة العثمانية عوامل النهوض وأسباب السقوط.
- أورخان محمد علي. كتاب السلطان عبد الحميد الثاني: حياته وأحداث عهده.
- عبد العزيز محمد الشناوي. كتاب الدولة العثمانية دولة إسلامية مفترى عليها.
- ترجمة: محمد حرب. مذكرات السلطان عبد الحميد الثاني.

## وصلات خارجية
- عدة مقالات حول السلطان على موقع أرشيف الدولة العثمانية.
- عهد الخليفة عبد الحميد الثاني، موقع قصة الإسلام.
- خلع السلطان عبد الحميد الثاني موقع أرشيف الدولة العثمانية
- السلطان عبد الحميد الثاني والعرب: الجامعة الإسلامية وأثرها في احتواء القومية العربية، عبد الرؤوف سنو، PDF
- السلطان عبد الحميد الثاني : الدولة العثمانية رجال ومواقف، PDF

| سبقه مراد الخامس | خليفة المسلمين وسلطان العثمانيين 7 سبتمبر 1876 / 27 أبريل 1909 | تبعه محمد الخامس |